# Llista d'asteroides (381001-382000)
Llista d'asteroides del 381.001 al 382.000, amb data de descoberta i descobridor. És un fragment de la llista d'asteroides completa. Als asteroides se'ls dona un número quan es confirma la seva òrbita, per tant apareixen llistats aproximadament segons la data de descobriment.

## 381001-381100
| Nom    | Designació provisional | Data de descobriment   | Lloc de descobriment | Descobridor/s       |
| ------ | ---------------------- | ---------------------- | -------------------- | ------------------- |
| 381001 | 2006 TZ64              | 11 d'octubre de 2006   | Kitt Peak            | Spacewatch          |
| 381002 | 2006 TG78              | 12 d'octubre de 2006   | Palomar              | NEAT                |
| 381003 | 2006 TK83              | 4 d'octubre de 2006    | Mount Lemmon         | Mt. Lemmon Survey   |
| 381004 | 2006 TW94              | 15 d'octubre de 2006   | Lulin                | C.-S. Lin, Q.-z. Ye |
| 381005 | 2006 TX129             | 3 d'octubre de 2006    | Mount Lemmon         | Mt. Lemmon Survey   |
| 381006 | 2006 UG5               | 16 d'octubre de 2006   | Goodricke-Pigott     | R. A. Tucker        |
| 381007 | 2006 UU7               | 16 d'octubre de 2006   | Catalina             | CSS                 |
| 381008 | 2006 UW14              | 30 de setembre de 2006 | Mount Lemmon         | Mt. Lemmon Survey   |
| 381009 | 2006 UR46              | 16 d'octubre de 2006   | Kitt Peak            | Spacewatch          |
| 381010 | 2006 UJ73              | 26 de setembre de 2006 | Kitt Peak            | Spacewatch          |
| 381011 | 2006 UG94              | 18 d'octubre de 2006   | Kitt Peak            | Spacewatch          |
| 381012 | 2006 UH94              | 18 d'octubre de 2006   | Kitt Peak            | Spacewatch          |
| 381013 | 2006 UX102             | 18 d'octubre de 2006   | Kitt Peak            | Spacewatch          |
| 381014 | 2006 UX138             | 19 d'octubre de 2006   | Kitt Peak            | Spacewatch          |
| 381015 | 2006 UA152             | 20 d'octubre de 2006   | Mount Lemmon         | Mt. Lemmon Survey   |
| 381016 | 2006 UZ166             | 2 d'octubre de 2006    | Mount Lemmon         | Mt. Lemmon Survey   |
| 381017 | 2006 UZ180             | 16 d'octubre de 2006   | Catalina             | CSS                 |
| 381018 | 2006 UF191             | 28 de setembre de 2006 | Catalina             | CSS                 |
| 381019 | 2006 UQ193             | 20 d'octubre de 2006   | Kitt Peak            | Spacewatch          |
| 381020 | 2006 UE204             | 19 d'octubre de 2006   | Catalina             | CSS                 |
| 381021 | 2006 UA210             | 23 d'octubre de 2006   | Kitt Peak            | Spacewatch          |
| 381022 | 2006 UV212             | 23 d'octubre de 2006   | Kitt Peak            | Spacewatch          |
| 381023 | 2006 UB225             | 19 d'octubre de 2006   | Catalina             | CSS                 |
| 381024 | 2006 UE228             | 20 d'octubre de 2006   | Mount Lemmon         | Mt. Lemmon Survey   |
| 381025 | 2006 UN228             | 20 d'octubre de 2006   | Palomar              | NEAT                |
| 381026 | 2006 UQ233             | 22 d'octubre de 2006   | Kitt Peak            | Spacewatch          |
| 381027 | 2006 UW238             | 23 d'octubre de 2006   | Kitt Peak            | Spacewatch          |
| 381028 | 2006 UB259             | 28 d'octubre de 2006   | Mount Lemmon         | Mt. Lemmon Survey   |
| 381029 | 2006 UO329             | 23 d'octubre de 2006   | Mount Lemmon         | Mt. Lemmon Survey   |
| 381030 | 2006 VX7               | 10 de novembre de 2006 | Kitt Peak            | Spacewatch          |
| 381031 | 2006 VJ13              | 3 d'octubre de 2006    | Mount Lemmon         | Mt. Lemmon Survey   |
| 381032 | 2006 VP15              | 9 de novembre de 2006  | Kitt Peak            | Spacewatch          |
| 381033 | 2006 VB17              | 28 de setembre de 2006 | Mount Lemmon         | Mt. Lemmon Survey   |
| 381034 | 2006 VR54              | 11 de novembre de 2006 | Kitt Peak            | Spacewatch          |
| 381035 | 2006 VU59              | 11 de novembre de 2006 | Kitt Peak            | Spacewatch          |
| 381036 | 2006 VD63              | 11 de novembre de 2006 | Kitt Peak            | Spacewatch          |
| 381037 | 2006 VO84              | 13 de novembre de 2006 | Kitt Peak            | Spacewatch          |
| 381038 | 2006 VT94              | 31 d'octubre de 2006   | Mount Lemmon         | Mt. Lemmon Survey   |
| 381039 | 2006 VP105             | 13 de novembre de 2006 | Kitt Peak            | Spacewatch          |
| 381040 | 2006 VJ107             | 4 d'octubre de 2006    | Mount Lemmon         | Mt. Lemmon Survey   |
| 381041 | 2006 VE109             | 23 d'octubre de 2006   | Kitt Peak            | Spacewatch          |
| 381042 | 2006 VP118             | 14 de novembre de 2006 | Kitt Peak            | Spacewatch          |
| 381043 | 2006 VL119             | 14 de novembre de 2006 | Mount Lemmon         | Mt. Lemmon Survey   |
| 381044 | 2006 VP144             | 2 d'octubre de 2006    | Mount Lemmon         | Mt. Lemmon Survey   |
| 381045 | 2006 VJ148             | 15 de novembre de 2006 | Mount Lemmon         | Mt. Lemmon Survey   |
| 381046 | 2006 VO148             | 15 de novembre de 2006 | Mount Lemmon         | Mt. Lemmon Survey   |
| 381047 | 2006 VD151             | 9 de novembre de 2006  | Palomar              | NEAT                |
| 381048 | 2006 WA1               | 17 de novembre de 2006 | Nogales              | J.-C. Merlin        |
| 381049 | 2006 WE3               | 16 de novembre de 2006 | Catalina             | CSS                 |
| 381050 | 2006 WR3               | 20 de novembre de 2006 | Catalina             | CSS                 |
| 381051 | 2006 WW18              | 17 de novembre de 2006 | Kitt Peak            | Spacewatch          |
| 381052 | 2006 WW22              | 17 de novembre de 2006 | Mount Lemmon         | Mt. Lemmon Survey   |
| 381053 | 2006 WA23              | 17 de novembre de 2006 | Mount Lemmon         | Mt. Lemmon Survey   |
| 381054 | 2006 WQ56              | 16 de novembre de 2006 | Kitt Peak            | Spacewatch          |
| 381055 | 2006 WR119             | 21 de novembre de 2006 | Mount Lemmon         | Mt. Lemmon Survey   |
| 381056 | 2006 WC170             | 23 de novembre de 2006 | Kitt Peak            | Spacewatch          |
| 381057 | 2006 WS179             | 24 de novembre de 2006 | Mount Lemmon         | Mt. Lemmon Survey   |
| 381058 | 2006 WQ195             | 30 de novembre de 2006 | Kitt Peak            | Spacewatch          |
| 381059 | 2006 WP202             | 26 de novembre de 2006 | Kitt Peak            | Spacewatch          |
| 381060 | 2006 XP9               | 9 de desembre de 2006  | Kitt Peak            | Spacewatch          |
| 381061 | 2006 XO15              | 10 de desembre de 2006 | Kitt Peak            | Spacewatch          |
| 381062 | 2006 XH53              | 14 de desembre de 2006 | Kitt Peak            | Spacewatch          |
| 381063 | 2006 XF58              | 14 de desembre de 2006 | Kitt Peak            | Spacewatch          |
| 381064 | 2006 XX59              | 21 de novembre de 2006 | Mount Lemmon         | Mt. Lemmon Survey   |
| 381065 | 2006 XQ60              | 14 de desembre de 2006 | Kitt Peak            | Spacewatch          |
| 381066 | 2006 YQ4               | 16 de desembre de 2006 | Kitt Peak            | Spacewatch          |
| 381067 | 2006 YH10              | 21 de desembre de 2006 | Kitt Peak            | Spacewatch          |
| 381068 | 2006 YP23              | 13 de desembre de 2006 | Kitt Peak            | Spacewatch          |
| 381069 | 2006 YT43              | 25 de desembre de 2006 | Anderson Mesa        | LONEOS              |
| 381070 | 2006 YV51              | 26 de desembre de 2006 | 7300                 | W. K. Y. Yeung      |
| 381071 | 2006 YQ53              | 26 de desembre de 2006 | Kitt Peak            | Spacewatch          |
| 381072 | 2007 AZ3               | 8 de gener de 2007     | Catalina             | CSS                 |
| 381073 | 2007 AB11              | 9 de gener de 2007     | Mount Lemmon         | Mt. Lemmon Survey   |
| 381074 | 2007 AX12              | 17 de novembre de 2006 | Kitt Peak            | Spacewatch          |
| 381075 | 2007 AC14              | 9 de gener de 2007     | Mount Lemmon         | Mt. Lemmon Survey   |
| 381076 | 2007 AH24              | 10 de gener de 2007    | Mount Lemmon         | Mt. Lemmon Survey   |
| 381077 | 2007 BR18              | 17 de gener de 2007    | Palomar              | NEAT                |
| 381078 | 2007 BQ20              | 23 de gener de 2007    | Anderson Mesa        | LONEOS              |
| 381079 | 2007 BB30              | 8 de gener de 2007     | Kitt Peak            | Spacewatch          |
| 381080 | 2007 BS35              | 24 de gener de 2007    | Socorro              | LINEAR              |
| 381081 | 2007 BV35              | 8 de gener de 2007     | Mount Lemmon         | Mt. Lemmon Survey   |
| 381082 | 2007 BV36              | 24 de gener de 2007    | Catalina             | CSS                 |
| 381083 | 2007 BG41              | 24 de gener de 2007    | Mount Lemmon         | Mt. Lemmon Survey   |
| 381084 | 2007 BD43              | 9 de gener de 2007     | Mount Lemmon         | Mt. Lemmon Survey   |
| 381085 | 2007 BJ48              | 26 de gener de 2007    | Kitt Peak            | Spacewatch          |
| 381086 | 2007 BT54              | 24 de gener de 2007    | Socorro              | LINEAR              |
| 381087 | 2007 BO56              | 24 de gener de 2007    | Socorro              | LINEAR              |
| 381088 | 2007 BY56              | 21 de desembre de 2006 | Kitt Peak            | Spacewatch          |
| 381089 | 2007 BD57              | 24 de gener de 2007    | Socorro              | LINEAR              |
| 381090 | 2007 BP65              | 27 de gener de 2007    | Mount Lemmon         | Mt. Lemmon Survey   |
| 381091 | 2007 BB70              | 27 de gener de 2007    | Mount Lemmon         | Mt. Lemmon Survey   |
| 381092 | 2007 BL77              | 17 de gener de 2007    | Kitt Peak            | Spacewatch          |
| 381093 | 2007 BB79              | 27 de gener de 2007    | Mount Lemmon         | Mt. Lemmon Survey   |
| 381094 | 2007 BN79              | 27 de gener de 2007    | Mount Lemmon         | Mt. Lemmon Survey   |
| 381095 | 2007 CT3               | 6 de febrer de 2007    | Kitt Peak            | Spacewatch          |
| 381096 | 2007 CS6               | 27 de novembre de 2006 | Mount Lemmon         | Mt. Lemmon Survey   |
| 381097 | 2007 CP17              | 8 de febrer de 2007    | Mount Lemmon         | Mt. Lemmon Survey   |
| 381098 | 2007 CB22              | 6 de febrer de 2007    | Mount Lemmon         | Mt. Lemmon Survey   |
| 381099 | 2007 CD23              | 27 de gener de 2007    | Kitt Peak            | Spacewatch          |
| 381100 | 2007 CS25              | 15 de desembre de 2006 | Kitt Peak            | Spacewatch          |

## 381101-381200
| Nom    | Designació provisional | Data de descobriment   | Lloc de descobriment | Descobridor/s          |
| ------ | ---------------------- | ---------------------- | -------------------- | ---------------------- |
| 381101 | 2007 CX34              | 6 de febrer de 2007    | Palomar              | NEAT                   |
| 381102 | 2007 CA44              | 8 de febrer de 2007    | Kitt Peak            | Spacewatch             |
| 381103 | 2007 CQ52              | 10 de febrer de 2007   | Mount Lemmon         | Mt. Lemmon Survey      |
| 381104 | 2007 CU56              | 15 de febrer de 2007   | Catalina             | CSS                    |
| 381105 | 2007 CN65              | 10 de febrer de 2007   | Catalina             | CSS                    |
| 381106 | 2007 CH79              | 15 de febrer de 2007   | Catalina             | CSS                    |
| 381107 | 2007 DR5               | 17 de febrer de 2007   | Kitt Peak            | Spacewatch             |
| 381108 | 2007 DQ6               | 21 de desembre de 2006 | Mount Lemmon         | Mt. Lemmon Survey      |
| 381109 | 2007 DP8               | 17 de febrer de 2007   | Kitt Peak            | Spacewatch             |
| 381110 | 2007 DE12              | 16 de febrer de 2007   | Palomar              | NEAT                   |
| 381111 | 2007 DH14              | 8 de febrer de 2007    | Kitt Peak            | Spacewatch             |
| 381112 | 2007 DE18              | 17 de febrer de 2007   | Kitt Peak            | Spacewatch             |
| 381113 | 2007 DU22              | 17 de febrer de 2007   | Kitt Peak            | Spacewatch             |
| 381114 | 2007 DM24              | 17 de febrer de 2007   | Kitt Peak            | Spacewatch             |
| 381115 | 2007 DJ28              | 7 de febrer de 2007    | Kitt Peak            | Spacewatch             |
| 381116 | 2007 DQ29              | 17 de febrer de 2007   | Kitt Peak            | Spacewatch             |
| 381117 | 2007 DA40              | 19 de febrer de 2007   | Kitt Peak            | Spacewatch             |
| 381118 | 2007 DL42              | 17 de febrer de 2007   | Kitt Peak            | Spacewatch             |
| 381119 | 2007 DJ49              | 22 de febrer de 2007   | Gaisberg             | R. Gierlinger          |
| 381120 | 2007 DY54              | 13 de gener de 1996    | Kitt Peak            | Spacewatch             |
| 381121 | 2007 DP60              | 22 de febrer de 2007   | Anderson Mesa        | LONEOS                 |
| 381122 | 2007 DL67              | 21 de febrer de 2007   | Kitt Peak            | Spacewatch             |
| 381123 | 2007 DJ84              | 25 de febrer de 2007   | Catalina             | CSS                    |
| 381124 | 2007 DE91              | 27 de gener de 2007    | Mount Lemmon         | Mt. Lemmon Survey      |
| 381125 | 2007 DK106             | 27 de febrer de 2007   | Kitt Peak            | Spacewatch             |
| 381126 | 2007 DZ108             | 23 de febrer de 2007   | Kitt Peak            | Spacewatch             |
| 381127 | 2007 DQ111             | 25 de febrer de 2007   | Mount Lemmon         | Mt. Lemmon Survey      |
| 381128 | 2007 EV13              | 9 de març de 2007      | Kitt Peak            | Spacewatch             |
| 381129 | 2007 EL18              | 9 de març de 2007      | Palomar              | NEAT                   |
| 381130 | 2007 EN23              | 10 de març de 2007     | Mount Lemmon         | Mt. Lemmon Survey      |
| 381131 | 2007 EH32              | 10 de març de 2007     | Kitt Peak            | Spacewatch             |
| 381132 | 2007 EG34              | 10 de març de 2007     | Kitt Peak            | Spacewatch             |
| 381133 | 2007 ER48              | 9 de març de 2007      | Kitt Peak            | Spacewatch             |
| 381134 | 2007 EW72              | 10 de març de 2007     | Kitt Peak            | Spacewatch             |
| 381135 | 2007 ED99              | 25 de febrer de 2007   | Mount Lemmon         | Mt. Lemmon Survey      |
| 381136 | 2007 EW118             | 13 de març de 2007     | Mount Lemmon         | Mt. Lemmon Survey      |
| 381137 | 2007 EO128             | 9 de març de 2007      | Mount Lemmon         | Mt. Lemmon Survey      |
| 381138 | 2007 EH144             | 12 de març de 2007     | Mount Lemmon         | Mt. Lemmon Survey      |
| 381139 | 2007 EL151             | 12 de març de 2007     | Mount Lemmon         | Mt. Lemmon Survey      |
| 381140 | 2007 EB187             | 23 de febrer de 2007   | Kitt Peak            | Spacewatch             |
| 381141 | 2007 EJ191             | 13 de març de 2007     | Kitt Peak            | Spacewatch             |
| 381142 | 2007 EL195             | 15 de març de 2007     | Kitt Peak            | Spacewatch             |
| 381143 | 2007 EO198             | 14 de març de 2007     | Catalina             | CSS                    |
| 381144 | 2007 EU219             | 11 de març de 2007     | Mount Lemmon         | Mt. Lemmon Survey      |
| 381145 | 2007 FX5               | 26 de febrer de 2007   | Mount Lemmon         | Mt. Lemmon Survey      |
| 381146 | 2007 FD33              | 20 de març de 2007     | Purple Mountain      | PMO NEO Survey Program |
| 381147 | 2007 GX1               | 10 d'abril de 2007     | Purple Mountain      | PMO NEO Survey Program |
| 381148 | 2007 GZ1               | 8 d'abril de 2007      | Gaisberg             | R. Gierlinger          |
| 381149 | 2007 GN5               | 14 d'abril de 2007     | Bergisch Gladbac     | W. Bickel              |
| 381150 | 2007 GU11              | 11 de març de 2007     | Kitt Peak            | Spacewatch             |
| 381151 | 2007 GZ11              | 11 d'abril de 2007     | Kitt Peak            | Spacewatch             |
| 381152 | 2007 GC21              | 11 d'abril de 2007     | Mount Lemmon         | Mt. Lemmon Survey      |
| 381153 | 2007 GR21              | 11 d'abril de 2007     | Kitt Peak            | Spacewatch             |
| 381154 | 2007 GK23              | 11 d'abril de 2007     | Kitt Peak            | Spacewatch             |
| 381155 | 2007 GN24              | 11 d'abril de 2007     | Kitt Peak            | Spacewatch             |
| 381156 | 2007 GW30              | 14 d'abril de 2007     | Mount Lemmon         | Mt. Lemmon Survey      |
| 381157 | 2007 GE39              | 14 d'abril de 2007     | Kitt Peak            | Spacewatch             |
| 381158 | 2007 GP40              | 14 d'abril de 2007     | Kitt Peak            | Spacewatch             |
| 381159 | 2007 GQ56              | 15 d'abril de 2007     | Kitt Peak            | Spacewatch             |
| 381160 | 2007 GH71              | 11 de març de 2007     | Anderson Mesa        | LONEOS                 |
| 381161 | 2007 GP73              | 15 d'abril de 2007     | Catalina             | CSS                    |
| 381162 | 2007 HQ18              | 16 d'abril de 2007     | Mount Lemmon         | Mt. Lemmon Survey      |
| 381163 | 2007 HF40              | 20 d'abril de 2007     | Mount Lemmon         | Mt. Lemmon Survey      |
| 381164 | 2007 HN50              | 20 d'abril de 2007     | Kitt Peak            | Spacewatch             |
| 381165 | 2007 HH65              | 15 d'abril de 2007     | Catalina             | CSS                    |
| 381166 | 2007 HY72              | 22 d'abril de 2007     | Kitt Peak            | Spacewatch             |
| 381167 | 2007 HV76              | 23 d'abril de 2007     | Kitt Peak            | Spacewatch             |
| 381168 | 2007 HC88              | 19 d'abril de 2007     | Anderson Mesa        | LONEOS                 |
| 381169 | 2007 HM90              | 23 d'abril de 2007     | Catalina             | CSS                    |
| 381170 | 2007 HH95              | 25 d'abril de 2007     | Kitt Peak            | Spacewatch             |
| 381171 | 2007 HY97              | 25 d'abril de 2007     | Mount Lemmon         | Mt. Lemmon Survey      |
| 381172 | 2007 JW                | 11 de març de 2007     | Mount Lemmon         | Mt. Lemmon Survey      |
| 381173 | 2007 JU4               | 7 de maig de 2007      | Kitt Peak            | Spacewatch             |
| 381174 | 2007 JT6               | 9 de maig de 2007      | Mount Lemmon         | Mt. Lemmon Survey      |
| 381175 | 2007 JX9               | 10 de maig de 2007     | Calvin-Rehoboth      | L. A. Molnar           |
| 381176 | 2007 JG14              | 25 d'abril de 2007     | Kitt Peak            | Spacewatch             |
| 381177 | 2007 JG20              | 11 de maig de 2007     | Mount Lemmon         | Mt. Lemmon Survey      |
| 381178 | 2007 JM28              | 10 de maig de 2007     | Anderson Mesa        | LONEOS                 |
| 381179 | 2007 JU30              | 11 de maig de 2007     | Mount Lemmon         | Mt. Lemmon Survey      |
| 381180 | 2007 LF13              | 10 de juny de 2007     | Kitt Peak            | Spacewatch             |
| 381181 | 2007 LV19              | 15 de juny de 2007     | Siding Spring        | Siding Spring Survey   |
| 381182 | 2007 LX20              | 11 de juny de 2007     | Kitt Peak            | Spacewatch             |
| 381183 | 2007 LN21              | 12 de juny de 2007     | Kitt Peak            | Spacewatch             |
| 381184 | 2007 LR21              | 12 de juny de 2007     | Kitt Peak            | Spacewatch             |
| 381185 | 2007 LQ28              | 4 de novembre de 2004  | Kitt Peak            | Spacewatch             |
| 381186 | 2007 MP13              | 22 d'abril de 2007     | Catalina             | CSS                    |
| 381187 | 2007 NN6               | 10 de juliol de 2007   | Siding Spring        | Siding Spring Survey   |
| 381188 | 2007 OK6               | 20 de juliol de 2007   | Reedy Creek          | J. Broughton           |
| 381189 | 2007 OD11              | 19 de juliol de 2007   | Mount Lemmon         | Mt. Lemmon Survey      |
| 381190 | 2007 PO24              | 12 d'agost de 2007     | Socorro              | LINEAR                 |
| 381191 | 2007 PN46              | 10 d'agost de 2007     | Kitt Peak            | Spacewatch             |
| 381192 | 2007 PX49              | 10 d'agost de 2007     | Kitt Peak            | Spacewatch             |
| 381193 | 2007 QP15              | 24 d'agost de 2007     | Kitt Peak            | Spacewatch             |
| 381194 | 2007 RQ9               | 5 de juny de 2007      | Catalina             | CSS                    |
| 381195 | 2007 RH13              | 22 d'agost de 2007     | Socorro              | LINEAR                 |
| 381196 | 2007 RM26              | 27 de setembre de 2003 | Kitt Peak            | Spacewatch             |
| 381197 | 2007 RS31              | 12 de juny de 2007     | Catalina             | CSS                    |
| 381198 | 2007 RG35              | 7 de setembre de 2007  | Bergisch Gladbac     | W. Bickel              |
| 381199 | 2007 RT45              | 9 de setembre de 2007  | Kitt Peak            | Spacewatch             |
| 381200 | 2007 RD49              | 9 de setembre de 2007  | Mount Lemmon         | Mt. Lemmon Survey      |

## 381201-381300
| Nom              | Designació provisional | Data de descobriment   | Lloc de descobriment | Descobridor/s        |
| ---------------- | ---------------------- | ---------------------- | -------------------- | -------------------- |
| 381201           | 2007 RF57              | 9 de setembre de 2007  | Kitt Peak            | Spacewatch           |
| 381202           | 2007 RL58              | 9 de setembre de 2007  | Kitt Peak            | Spacewatch           |
| 381203           | 2007 RF70              | 10 de setembre de 2007 | Kitt Peak            | Spacewatch           |
| 381204           | 2007 RR70              | 10 de setembre de 2007 | Kitt Peak            | Spacewatch           |
| 381205           | 2007 RK94              | 10 de setembre de 2007 | Kitt Peak            | Spacewatch           |
| 381206           | 2007 RD102             | 11 de setembre de 2007 | Catalina             | CSS                  |
| 381207           | 2007 RF110             | 11 de setembre de 2007 | Mount Lemmon         | Mt. Lemmon Survey    |
| 381208           | 2007 RT125             | 12 de setembre de 2007 | Catalina             | CSS                  |
| 381209           | 2007 RG130             | 12 de setembre de 2007 | Mount Lemmon         | Mt. Lemmon Survey    |
| 381210           | 2007 RN149             | 12 de setembre de 2007 | Catalina             | CSS                  |
| 381211           | 2007 RO160             | 12 de setembre de 2007 | Mount Lemmon         | Mt. Lemmon Survey    |
| 381212           | 2007 RM167             | 24 d'agost de 2007     | Kitt Peak            | Spacewatch           |
| 381213           | 2007 RV173             | 10 de setembre de 2007 | Kitt Peak            | Spacewatch           |
| 381214           | 2007 RM193             | 12 de setembre de 2007 | Kitt Peak            | Spacewatch           |
| 381215           | 2007 RW198             | 13 de setembre de 2007 | Catalina             | CSS                  |
| 381216           | 2007 RR206             | 10 de setembre de 2007 | Kitt Peak            | Spacewatch           |
| 381217           | 2007 RM211             | 21 d'agost de 2007     | Anderson Mesa        | LONEOS               |
| 381218           | 2007 RZ212             | 12 de setembre de 2007 | Catalina             | CSS                  |
| 381219           | 2007 RL222             | 14 de setembre de 2007 | Mount Lemmon         | Mt. Lemmon Survey    |
| 381220           | 2007 RN232             | 11 de setembre de 2007 | Kitt Peak            | Spacewatch           |
| 381221           | 2007 RD247             | 12 de setembre de 2007 | Catalina             | CSS                  |
| 381222           | 2007 RR268             | 15 de setembre de 2007 | Kitt Peak            | Spacewatch           |
| 381223           | 2007 RX271             | 15 de setembre de 2007 | Kitt Peak            | Spacewatch           |
| 381224           | 2007 RZ278             | 5 de setembre de 2007  | Siding Spring        | Siding Spring Survey |
| 381225           | 2007 RO291             | 12 de setembre de 2007 | Kitt Peak            | Spacewatch           |
| 381226           | 2007 RV293             | 13 de setembre de 2007 | Mount Lemmon         | Mt. Lemmon Survey    |
| 381227           | 2007 RX294             | 14 de setembre de 2007 | Mount Lemmon         | Mt. Lemmon Survey    |
| 381228           | 2007 RY310             | 14 de setembre de 2007 | Catalina             | CSS                  |
| 381229           | 2007 SM3               | 16 de setembre de 2007 | Socorro              | LINEAR               |
| 381230           | 2007 SJ15              | 25 de setembre de 2007 | Mount Lemmon         | Mt. Lemmon Survey    |
| 381231           | 2007 ST23              | 26 de setembre de 2007 | Mount Lemmon         | Mt. Lemmon Survey    |
| 381232           | 2007 TD6               | 6 d'octubre de 2007    | La Sagra             | OAM                  |
| 381233           | 2007 TM10              | 6 d'octubre de 2007    | Socorro              | LINEAR               |
| 381234           | 2007 TT11              | 6 d'octubre de 2007    | Socorro              | LINEAR               |
| 381235           | 2007 TJ14              | 7 d'octubre de 2007    | Altschwendt          | W. Ries              |
| 381236           | 2007 TC33              | 6 d'octubre de 2007    | Kitt Peak            | Spacewatch           |
| 381237           | 2007 TJ37              | 4 d'octubre de 2007    | Catalina             | CSS                  |
| 381238           | 2007 TK42              | 7 d'octubre de 2007    | Mount Lemmon         | Mt. Lemmon Survey    |
| 381239           | 2007 TJ43              | 7 d'octubre de 2007    | Mount Lemmon         | Mt. Lemmon Survey    |
| 381240           | 2007 TR43              | 7 d'octubre de 2007    | Kitt Peak            | Spacewatch           |
| 381241           | 2007 TE44              | 7 d'octubre de 2007    | Kitt Peak            | Spacewatch           |
| 381242           | 2007 TP56              | 9 de setembre de 2007  | Mount Lemmon         | Mt. Lemmon Survey    |
| 381243           | 2007 TD63              | 7 d'octubre de 2007    | Mount Lemmon         | Mt. Lemmon Survey    |
| 381244           | 2007 TQ65              | 9 d'octubre de 2007    | Needville            | Needville            |
| 381245           | 2007 TA69              | 7 d'octubre de 2007    | Saint-Sulpice        | B. Christophe        |
| 381246           | 2007 TU76              | 5 d'octubre de 2007    | Kitt Peak            | Spacewatch           |
| 381247           | 2007 TZ76              | 5 d'octubre de 2007    | Kitt Peak            | Spacewatch           |
| 381248           | 2007 TF94              | 12 de setembre de 2007 | Catalina             | CSS                  |
| 381249           | 2007 TD105             | 13 d'octubre de 2007   | Calvin-Rehoboth      | Calvin College       |
| 381250           | 2007 TR106             | 4 d'octubre de 2007    | Kitt Peak            | Spacewatch           |
| 381251           | 2007 TG120             | 9 d'octubre de 2007    | 7300                 | W. K. Y. Yeung       |
| 381252           | 2007 TK124             | 6 d'octubre de 2007    | Kitt Peak            | Spacewatch           |
| 381253           | 2007 TX125             | 6 d'octubre de 2007    | Kitt Peak            | Spacewatch           |
| 381254           | 2007 TU129             | 6 d'octubre de 2007    | Kitt Peak            | Spacewatch           |
| 381255           | 2007 TQ138             | 9 d'octubre de 2007    | Catalina             | CSS                  |
| 381256           | 2007 TN153             | 9 d'octubre de 2007    | Socorro              | LINEAR               |
| 381257           | 2007 TF156             | 9 d'octubre de 2007    | Socorro              | LINEAR               |
| 381258           | 2007 TR159             | 25 de setembre de 2007 | Mount Lemmon         | Mt. Lemmon Survey    |
| 381259           | 2007 TL162             | 11 d'octubre de 2007   | Catalina             | CSS                  |
| 381260 Ouellette | 2007 TD166             | 11 d'octubre de 2007   | Mauna Kea            | D. D. Balam          |
| 381261           | 2007 TK176             | 5 d'octubre de 2007    | Kitt Peak            | Spacewatch           |
| 381262           | 2007 TX178             | 25 de setembre de 2007 | Mount Lemmon         | Mt. Lemmon Survey    |
| 381263           | 2007 TZ178             | 7 d'octubre de 2007    | 7300                 | W. K. Y. Yeung       |
| 381264           | 2007 TY189             | 4 d'octubre de 2007    | Mount Lemmon         | Mt. Lemmon Survey    |
| 381265           | 2007 TK194             | 7 d'octubre de 2007    | Mount Lemmon         | Mt. Lemmon Survey    |
| 381266           | 2007 TK203             | 8 d'octubre de 2007    | Mount Lemmon         | Mt. Lemmon Survey    |
| 381267           | 2007 TS204             | 8 d'octubre de 2007    | Mount Lemmon         | Mt. Lemmon Survey    |
| 381268           | 2007 TL213             | 25 de setembre de 2007 | Mount Lemmon         | Mt. Lemmon Survey    |
| 381269           | 2007 TS226             | 8 d'octubre de 2007    | Kitt Peak            | Spacewatch           |
| 381270           | 2007 TO228             | 8 d'octubre de 2007    | Kitt Peak            | Spacewatch           |
| 381271           | 2007 TK231             | 8 d'octubre de 2007    | Mount Lemmon         | Mt. Lemmon Survey    |
| 381272           | 2007 TD236             | 9 d'octubre de 2007    | Mount Lemmon         | Mt. Lemmon Survey    |
| 381273           | 2007 TX245             | 9 d'octubre de 2007    | Catalina             | CSS                  |
| 381274           | 2007 TO257             | 10 d'octubre de 2007   | Kitt Peak            | Spacewatch           |
| 381275           | 2007 TH282             | 8 d'octubre de 2007    | Mount Lemmon         | Mt. Lemmon Survey    |
| 381276           | 2007 TL287             | 11 d'octubre de 2007   | Catalina             | CSS                  |
| 381277           | 2007 TP290             | 12 d'octubre de 2007   | Mount Lemmon         | Mt. Lemmon Survey    |
| 381278           | 2007 TJ304             | 12 d'octubre de 2007   | Mount Lemmon         | Mt. Lemmon Survey    |
| 381279           | 2007 TR317             | 12 d'octubre de 2007   | Kitt Peak            | Spacewatch           |
| 381280           | 2007 TM328             | 11 d'octubre de 2007   | Kitt Peak            | Spacewatch           |
| 381281           | 2007 TS337             | 13 d'octubre de 2007   | Catalina             | CSS                  |
| 381282           | 2007 TU355             | 11 d'octubre de 2007   | Catalina             | CSS                  |
| 381283           | 2007 TL380             | 14 d'octubre de 2007   | Mount Lemmon         | Mt. Lemmon Survey    |
| 381284           | 2007 TW399             | 15 d'octubre de 2007   | Kitt Peak            | Spacewatch           |
| 381285           | 2007 TO414             | 15 d'octubre de 2007   | Catalina             | CSS                  |
| 381286           | 2007 TS420             | 10 d'octubre de 2007   | Catalina             | CSS                  |
| 381287           | 2007 TO422             | 8 d'octubre de 2007    | Kitt Peak            | Spacewatch           |
| 381288           | 2007 TR423             | 6 d'octubre de 2007    | Kitt Peak            | Spacewatch           |
| 381289           | 2007 TV427             | 10 d'octubre de 2007   | Catalina             | CSS                  |
| 381290           | 2007 TS441             | 8 d'octubre de 2007    | Catalina             | CSS                  |
| 381291           | 2007 TZ441             | 9 d'octubre de 2007    | Mount Lemmon         | Mt. Lemmon Survey    |
| 381292           | 2007 TL448             | 8 d'octubre de 2007    | Catalina             | CSS                  |
| 381293           | 2007 TM450             | 12 d'octubre de 2007   | Catalina             | CSS                  |
| 381294           | 2007 UL1               | 16 d'octubre de 2007   | Bisei SG Center      | BATTeRS              |
| 381295           | 2007 UY17              | 16 d'octubre de 2007   | Catalina             | CSS                  |
| 381296           | 2007 UO25              | 16 d'octubre de 2007   | Kitt Peak            | Spacewatch           |
| 381297           | 2007 UE33              | 16 d'octubre de 2007   | Catalina             | CSS                  |
| 381298           | 2007 UL33              | 16 d'octubre de 2007   | Catalina             | CSS                  |
| 381299           | 2007 UG39              | 13 d'octubre de 2007   | Kitt Peak            | Spacewatch           |
| 381300           | 2007 UK46              | 20 d'octubre de 2007   | Catalina             | CSS                  |

## 381301-381400
| Nom    | Designació provisional | Data de descobriment   | Lloc de descobriment | Descobridor/s          |
| ------ | ---------------------- | ---------------------- | -------------------- | ---------------------- |
| 381301 | 2007 UQ53              | 30 d'octubre de 2007   | Kitt Peak            | Spacewatch             |
| 381302 | 2007 UX86              | 30 d'octubre de 2007   | Kitt Peak            | Spacewatch             |
| 381303 | 2007 UU106             | 31 d'octubre de 2007   | Mount Lemmon         | Mt. Lemmon Survey      |
| 381304 | 2007 VZ3               | 2 de novembre de 2007  | Dauban               | Chante-Perdrix         |
| 381305 | 2007 VT17              | 1 de novembre de 2007  | Mount Lemmon         | Mt. Lemmon Survey      |
| 381306 | 2007 VX30              | 25 de setembre de 2007 | Mount Lemmon         | Mt. Lemmon Survey      |
| 381307 | 2007 VB38              | 2 de novembre de 2007  | Mount Lemmon         | Mt. Lemmon Survey      |
| 381308 | 2007 VV43              | 1 de novembre de 2007  | Kitt Peak            | Spacewatch             |
| 381309 | 2007 VH56              | 1 de novembre de 2007  | Kitt Peak            | Spacewatch             |
| 381310 | 2007 VJ90              | 4 de novembre de 2007  | Socorro              | LINEAR                 |
| 381311 | 2007 VG93              | 3 de novembre de 2007  | Socorro              | LINEAR                 |
| 381312 | 2007 VW103             | 10 d'octubre de 2007   | Kitt Peak            | Spacewatch             |
| 381313 | 2007 VO118             | 4 de novembre de 2007  | Mount Lemmon         | Mt. Lemmon Survey      |
| 381314 | 2007 VP141             | 4 de novembre de 2007  | Kitt Peak            | Spacewatch             |
| 381315 | 2007 VH169             | 5 de novembre de 2007  | Kitt Peak            | Spacewatch             |
| 381316 | 2007 VU177             | 7 de novembre de 2007  | Mount Lemmon         | Mt. Lemmon Survey      |
| 381317 | 2007 VE204             | 9 de novembre de 2007  | Kitt Peak            | Spacewatch             |
| 381318 | 2007 VX213             | 9 de novembre de 2007  | Kitt Peak            | Spacewatch             |
| 381319 | 2007 VM223             | 7 de novembre de 2007  | Catalina             | CSS                    |
| 381320 | 2007 VQ226             | 9 de novembre de 2007  | Mount Lemmon         | Mt. Lemmon Survey      |
| 381321 | 2007 VU228             | 7 de novembre de 2007  | Kitt Peak            | Spacewatch             |
| 381322 | 2007 VA251             | 9 de novembre de 2007  | Catalina             | CSS                    |
| 381323 | 2007 VV252             | 9 d'octubre de 2007    | XuYi                 | PMO NEO Survey Program |
| 381324 | 2007 VM265             | 13 de novembre de 2007 | Kitt Peak            | Spacewatch             |
| 381325 | 2007 VT270             | 15 de novembre de 2007 | Mount Lemmon         | Mt. Lemmon Survey      |
| 381326 | 2007 VN276             | 2 de novembre de 2007  | Kitt Peak            | Spacewatch             |
| 381327 | 2007 VQ279             | 14 de novembre de 2007 | Kitt Peak            | Spacewatch             |
| 381328 | 2007 VW287             | 12 de novembre de 2007 | Mount Lemmon         | Mt. Lemmon Survey      |
| 381329 | 2007 VC303             | 3 de novembre de 2007  | Catalina             | CSS                    |
| 381330 | 2007 VO323             | 4 de novembre de 2007  | Mount Lemmon         | Mt. Lemmon Survey      |
| 381331 | 2007 VS327             | 8 de novembre de 2007  | Socorro              | LINEAR                 |
| 381332 | 2007 WN63              | 21 de novembre de 2007 | Catalina             | CSS                    |
| 381333 | 2007 XK13              | 4 de desembre de 2007  | Catalina             | CSS                    |
| 381334 | 2007 XN56              | 3 de desembre de 2007  | Socorro              | LINEAR                 |
| 381335 | 2007 YE33              | 28 de desembre de 2007 | Kitt Peak            | Spacewatch             |
| 381336 | 2008 AN61              | 11 de gener de 2008    | Kitt Peak            | Spacewatch             |
| 381337 | 2008 AJ106             | 15 de gener de 2008    | Mount Lemmon         | Mt. Lemmon Survey      |
| 381338 | 2008 BP30              | 30 de gener de 2008    | Mount Lemmon         | Mt. Lemmon Survey      |
| 381339 | 2008 BQ46              | 30 de gener de 2008    | Mount Lemmon         | Mt. Lemmon Survey      |
| 381340 | 2008 BZ47              | 16 de gener de 2008    | Kitt Peak            | Spacewatch             |
| 381341 | 2008 CU13              | 10 de març de 2005     | Kitt Peak            | Spacewatch             |
| 381342 | 2008 CH17              | 3 de febrer de 2008    | Kitt Peak            | Spacewatch             |
| 381343 | 2008 CG25              | 1 de febrer de 2008    | Kitt Peak            | Spacewatch             |
| 381344 | 2008 CM49              | 11 de gener de 2008    | Kitt Peak            | Spacewatch             |
| 381345 | 2008 CW69              | 8 de febrer de 2008    | Dauban               | F. Kugel               |
| 381346 | 2008 CY102             | 9 de febrer de 2008    | Mount Lemmon         | Mt. Lemmon Survey      |
| 381347 | 2008 CH122             | 7 de febrer de 2008    | Kitt Peak            | Spacewatch             |
| 381348 | 2008 CC133             | 8 de febrer de 2008    | Kitt Peak            | Spacewatch             |
| 381349 | 2008 CK133             | 8 de febrer de 2008    | Kitt Peak            | Spacewatch             |
| 381350 | 2008 CV159             | 9 de febrer de 2008    | Kitt Peak            | Spacewatch             |
| 381351 | 2008 CE175             | 6 de febrer de 2008    | Socorro              | LINEAR                 |
| 381352 | 2008 CR192             | 3 de febrer de 2008    | Kitt Peak            | Spacewatch             |
| 381353 | 2008 CY211             | 7 de febrer de 2008    | Kitt Peak            | Spacewatch             |
| 381354 | 2008 CC215             | 12 de febrer de 2008   | Mount Lemmon         | Mt. Lemmon Survey      |
| 381355 | 2008 DU15              | 27 de febrer de 2008   | Kitt Peak            | Spacewatch             |
| 381356 | 2008 DS19              | 27 de febrer de 2008   | Mount Lemmon         | Mt. Lemmon Survey      |
| 381357 | 2008 DP31              | 27 de febrer de 2008   | Kitt Peak            | Spacewatch             |
| 381358 | 2008 DA58              | 28 de febrer de 2008   | Catalina             | CSS                    |
| 381359 | 2008 DP58              | 26 de febrer de 2008   | Kitt Peak            | Spacewatch             |
| 381360 | 2008 DV78              | 28 de febrer de 2008   | Lulin                | LUSS                   |
| 381361 | 2008 DH88              | 18 de febrer de 2008   | Mount Lemmon         | Mt. Lemmon Survey      |
| 381362 | 2008 EP15              | 1 de març de 2008      | Kitt Peak            | Spacewatch             |
| 381363 | 2008 EZ21              | 2 de març de 2008      | Kitt Peak            | Spacewatch             |
| 381364 | 2008 EB24              | 3 de març de 2008      | Mount Lemmon         | Mt. Lemmon Survey      |
| 381365 | 2008 EA38              | 4 de març de 2008      | Kitt Peak            | Spacewatch             |
| 381366 | 2008 EK71              | 9 de febrer de 2008    | Kitt Peak            | Spacewatch             |
| 381367 | 2008 EM79              | 8 de març de 2008      | Mount Lemmon         | Mt. Lemmon Survey      |
| 381368 | 2008 EZ88              | 8 de març de 2008      | Socorro              | LINEAR                 |
| 381369 | 2008 EQ111             | 10 de febrer de 2008   | Kitt Peak            | Spacewatch             |
| 381370 | 2008 EY116             | 8 de març de 2008      | Kitt Peak            | Spacewatch             |
| 381371 | 2008 EF146             | 11 de març de 2008     | Mount Lemmon         | Mt. Lemmon Survey      |
| 381372 | 2008 EZ157             | 1 de març de 2008      | Kitt Peak            | Spacewatch             |
| 381373 | 2008 FK23              | 27 de març de 2008     | Kitt Peak            | Spacewatch             |
| 381374 | 2008 FO33              | 28 de març de 2008     | Mount Lemmon         | Mt. Lemmon Survey      |
| 381375 | 2008 FE39              | 28 de març de 2008     | Kitt Peak            | Spacewatch             |
| 381376 | 2008 FG40              | 28 de març de 2008     | Kitt Peak            | Spacewatch             |
| 381377 | 2008 FE55              | 28 de març de 2008     | Mount Lemmon         | Mt. Lemmon Survey      |
| 381378 | 2008 FC72              | 30 de març de 2008     | Kitt Peak            | Spacewatch             |
| 381379 | 2008 FH101             | 30 de març de 2008     | Kitt Peak            | Spacewatch             |
| 381380 | 2008 FA109             | 31 de març de 2008     | Mount Lemmon         | Mt. Lemmon Survey      |
| 381381 | 2008 FB119             | 31 de març de 2008     | Mount Lemmon         | Mt. Lemmon Survey      |
| 381382 | 2008 FM124             | 30 de març de 2008     | Kitt Peak            | Spacewatch             |
| 381383 | 2008 FO131             | 26 de març de 2008     | Mount Lemmon         | Mt. Lemmon Survey      |
| 381384 | 2008 FH135             | 31 de març de 2008     | Kitt Peak            | Spacewatch             |
| 381385 | 2008 GZ1               | 5 d'abril de 2008      | Socorro              | LINEAR                 |
| 381386 | 2008 GK28              | 3 d'abril de 2008      | Kitt Peak            | Spacewatch             |
| 381387 | 2008 GW31              | 3 d'abril de 2008      | Kitt Peak            | Spacewatch             |
| 381388 | 2008 GR32              | 3 d'abril de 2008      | Kitt Peak            | Spacewatch             |
| 381389 | 2008 GD34              | 3 d'abril de 2008      | Mount Lemmon         | Mt. Lemmon Survey      |
| 381390 | 2008 GP40              | 4 d'abril de 2008      | Kitt Peak            | Spacewatch             |
| 381391 | 2008 GW40              | 26 de març de 2008     | Kitt Peak            | Spacewatch             |
| 381392 | 2008 GN42              | 4 d'abril de 2008      | Kitt Peak            | Spacewatch             |
| 381393 | 2008 GQ54              | 5 d'abril de 2008      | Mount Lemmon         | Mt. Lemmon Survey      |
| 381394 | 2008 GQ62              | 5 d'abril de 2008      | Catalina             | CSS                    |
| 381395 | 2008 GC64              | 5 d'abril de 2008      | Catalina             | CSS                    |
| 381396 | 2008 GN68              | 6 d'abril de 2008      | Kitt Peak            | Spacewatch             |
| 381397 | 2008 GH78              | 7 d'abril de 2008      | Kitt Peak            | Spacewatch             |
| 381398 | 2008 GM95              | 8 d'abril de 2008      | Kitt Peak            | Spacewatch             |
| 381399 | 2008 GK98              | 27 de març de 2008     | Kitt Peak            | Spacewatch             |
| 381400 | 2008 GR105             | 11 d'abril de 2008     | Catalina             | CSS                    |

## 381401-381500
| Nom    | Designació provisional | Data de descobriment   | Lloc de descobriment | Descobridor/s          |
| ------ | ---------------------- | ---------------------- | -------------------- | ---------------------- |
| 381401 | 2008 GL112             | 11 d'abril de 2008     | Mount Lemmon         | Mt. Lemmon Survey      |
| 381402 | 2008 GQ119             | 11 d'abril de 2008     | Kitt Peak            | Spacewatch             |
| 381403 | 2008 GN124             | 11 de març de 2008     | Mount Lemmon         | Mt. Lemmon Survey      |
| 381404 | 2008 GO145             | 7 d'abril de 2008      | Kitt Peak            | Spacewatch             |
| 381405 | 2008 HJ14              | 25 d'abril de 2008     | Kitt Peak            | Spacewatch             |
| 381406 | 2008 HQ32              | 29 d'abril de 2008     | Mount Lemmon         | Mt. Lemmon Survey      |
| 381407 | 2008 HJ35              | 28 d'abril de 2008     | Kitt Peak            | Spacewatch             |
| 381408 | 2008 HU40              | 26 d'abril de 2008     | Mount Lemmon         | Mt. Lemmon Survey      |
| 381409 | 2008 HM47              | 13 d'abril de 2008     | Mount Lemmon         | Mt. Lemmon Survey      |
| 381410 | 2008 HV56              | 30 d'abril de 2008     | Kitt Peak            | Spacewatch             |
| 381411 | 2008 JE7               | 2 de maig de 2008      | Kitt Peak            | Spacewatch             |
| 381412 | 2008 JE12              | 3 de maig de 2008      | Kitt Peak            | Spacewatch             |
| 381413 | 2008 JM32              | 7 de maig de 2008      | Kitt Peak            | Spacewatch             |
| 381414 | 2008 JK37              | 3 de maig de 2008      | Mount Lemmon         | Mt. Lemmon Survey      |
| 381415 | 2008 KY7               | 27 de maig de 2008     | Kitt Peak            | Spacewatch             |
| 381416 | 2008 KX8               | 27 de maig de 2008     | Kitt Peak            | Spacewatch             |
| 381417 | 2008 KJ11              | 29 de maig de 2008     | Mount Lemmon         | Mt. Lemmon Survey      |
| 381418 | 2008 KQ29              | 29 de maig de 2008     | Kitt Peak            | Spacewatch             |
| 381419 | 2008 KE43              | 29 de maig de 2008     | Kitt Peak            | Spacewatch             |
| 381420 | 2008 LS2               | 1 de juny de 2008      | Kitt Peak            | Spacewatch             |
| 381421 | 2008 LZ10              | 6 de juny de 2008      | Kitt Peak            | Spacewatch             |
| 381422 | 2008 LN13              | 7 de juny de 2008      | Kitt Peak            | Spacewatch             |
| 381423 | 2008 MY1               | 4 de juny de 2008      | Mount Lemmon         | Mt. Lemmon Survey      |
| 381424 | 2008 MC5               | 29 de juny de 2008     | Siding Spring        | Siding Spring Survey   |
| 381425 | 2008 NB3               | 10 de juliol de 2008   | La Sagra             | OAM                    |
| 381426 | 2008 OM10              | 30 de juliol de 2008   | Catalina             | CSS                    |
| 381427 | 2008 OD13              | 29 de juliol de 2008   | La Sagra             | OAM                    |
| 381428 | 2008 OJ22              | 30 de juliol de 2008   | Kitt Peak            | Spacewatch             |
| 381429 | 2008 OT23              | 30 de juliol de 2008   | Kitt Peak            | Spacewatch             |
| 381430 | 2008 OU23              | 30 de juliol de 2008   | Kitt Peak            | Spacewatch             |
| 381431 | 2008 PW9               | 5 d'agost de 2008      | Cerro Burek          | Cerro Burek            |
| 381432 | 2008 PJ14              | 10 d'agost de 2008     | Dauban               | F. Kugel               |
| 381433 | 2008 PJ18              | 10 d'agost de 2008     | Vicques              | M. Ory                 |
| 381434 | 2008 PM19              | 7 d'agost de 2008      | Kitt Peak            | Spacewatch             |
| 381435 | 2008 QG4               | 20 d'agost de 2008     | Kitt Peak            | Spacewatch             |
| 381436 | 2008 QA5               | 22 d'agost de 2008     | Kitt Peak            | Spacewatch             |
| 381437 | 2008 QN9               | 25 d'agost de 2008     | La Sagra             | OAM                    |
| 381438 | 2008 QR9               | 26 d'agost de 2008     | La Sagra             | OAM                    |
| 381439 | 2008 QS9               | 26 d'agost de 2008     | La Sagra             | OAM                    |
| 381440 | 2008 QP10              | 26 d'agost de 2008     | La Sagra             | OAM                    |
| 381441 | 2008 QP16              | 25 d'agost de 2008     | La Sagra             | OAM                    |
| 381442 | 2008 QH30              | 30 d'agost de 2008     | Socorro              | LINEAR                 |
| 381443 | 2008 QJ31              | 30 d'agost de 2008     | Socorro              | LINEAR                 |
| 381444 | 2008 QV32              | 30 d'agost de 2008     | Uccle                | T. Pauwels, E. W. Elst |
| 381445 | 2008 QN33              | 30 d'agost de 2008     | Altschwendt          | W. Ries                |
| 381446 | 2008 QL44              | 24 d'agost de 2008     | Socorro              | LINEAR                 |
| 381447 | 2008 RH13              | 4 de setembre de 2008  | Kitt Peak            | Spacewatch             |
| 381448 | 2008 RK16              | 4 de setembre de 2008  | Kitt Peak            | Spacewatch             |
| 381449 | 2008 RY18              | 4 de setembre de 2008  | Kitt Peak            | Spacewatch             |
| 381450 | 2008 RV19              | 4 de setembre de 2008  | Kitt Peak            | Spacewatch             |
| 381451 | 2008 RA23              | 2 de setembre de 2008  | Kitt Peak            | Spacewatch             |
| 381452 | 2008 RE25              | 3 de setembre de 2008  | Kitt Peak            | Spacewatch             |
| 381453 | 2008 RO26              | 8 de setembre de 2008  | Taunus               | R. Kling, U. Zimmer    |
| 381454 | 2008 RN35              | 2 de setembre de 2008  | Kitt Peak            | Spacewatch             |
| 381455 | 2008 RA42              | 2 de setembre de 2008  | Kitt Peak            | Spacewatch             |
| 381456 | 2008 RB44              | 2 de setembre de 2008  | Kitt Peak            | Spacewatch             |
| 381457 | 2008 RM53              | 3 de setembre de 2008  | Kitt Peak            | Spacewatch             |
| 381458 | 2008 RG78              | 2 de setembre de 2008  | Zelenchukskaya S     | Zelenchukskaya Stn     |
| 381459 | 2008 RE85              | 4 de setembre de 2008  | Kitt Peak            | Spacewatch             |
| 381460 | 2008 RJ86              | 5 de setembre de 2008  | Kitt Peak            | Spacewatch             |
| 381461 | 2008 RO94              | 7 de setembre de 2008  | Mount Lemmon         | Mt. Lemmon Survey      |
| 381462 | 2008 RC104             | 5 de setembre de 2008  | Kitt Peak            | Spacewatch             |
| 381463 | 2008 RH114             | 6 de setembre de 2008  | Mount Lemmon         | Mt. Lemmon Survey      |
| 381464 | 2008 RC115             | 6 de setembre de 2008  | Mount Lemmon         | Mt. Lemmon Survey      |
| 381465 | 2008 RS115             | 7 de setembre de 2008  | Mount Lemmon         | Mt. Lemmon Survey      |
| 381466 | 2008 RA118             | 9 de setembre de 2008  | Mount Lemmon         | Mt. Lemmon Survey      |
| 381467 | 2008 RX119             | 4 de setembre de 2008  | Kitt Peak            | Spacewatch             |
| 381468 | 2008 RQ120             | 6 de setembre de 2008  | Kitt Peak            | Spacewatch             |
| 381469 | 2008 RE129             | 9 de setembre de 2008  | Mount Lemmon         | Mt. Lemmon Survey      |
| 381470 | 2008 RS130             | 8 de setembre de 2008  | Catalina             | CSS                    |
| 381471 | 2008 RN137             | 5 de setembre de 2008  | Socorro              | LINEAR                 |
| 381472 | 2008 RQ137             | 5 de setembre de 2008  | Kitt Peak            | Spacewatch             |
| 381473 | 2008 RV141             | 7 de setembre de 2008  | Mount Lemmon         | Mt. Lemmon Survey      |
| 381474 | 2008 SQ5               | 22 de setembre de 2008 | Socorro              | LINEAR                 |
| 381475 | 2008 SM6               | 22 de setembre de 2008 | Socorro              | LINEAR                 |
| 381476 | 2008 SA20              | 19 de setembre de 2008 | Kitt Peak            | Spacewatch             |
| 381477 | 2008 SK32              | 20 de setembre de 2008 | Kitt Peak            | Spacewatch             |
| 381478 | 2008 SR32              | 20 de setembre de 2008 | Kitt Peak            | Spacewatch             |
| 381479 | 2008 SW39              | 20 de setembre de 2008 | Kitt Peak            | Spacewatch             |
| 381480 | 2008 SV42              | 20 de setembre de 2008 | Kitt Peak            | Spacewatch             |
| 381481 | 2008 SZ59              | 20 de setembre de 2008 | Catalina             | CSS                    |
| 381482 | 2008 SL64              | 21 de setembre de 2008 | Kitt Peak            | Spacewatch             |
| 381483 | 2008 SW67              | 21 de setembre de 2008 | Catalina             | CSS                    |
| 381484 | 2008 SA69              | 22 de setembre de 2008 | Kitt Peak            | Spacewatch             |
| 381485 | 2008 SM70              | 22 de setembre de 2008 | Mount Lemmon         | Mt. Lemmon Survey      |
| 381486 | 2008 SE71              | 22 de setembre de 2008 | Goodricke-Pigott     | R. A. Tucker           |
| 381487 | 2008 SR79              | 23 de setembre de 2008 | Mount Lemmon         | Mt. Lemmon Survey      |
| 381488 | 2008 SO82              | 25 de setembre de 2008 | Hibiscus             | S. F. Hönig, N. Teamo  |
| 381489 | 2008 SR84              | 28 de setembre de 2008 | Prairie Grass        | J. Mahony              |
| 381490 | 2008 SN86              | 20 de setembre de 2008 | Kitt Peak            | Spacewatch             |
| 381491 | 2008 SA88              | 20 de setembre de 2008 | Catalina             | CSS                    |
| 381492 | 2008 SV90              | 21 de setembre de 2008 | Kitt Peak            | Spacewatch             |
| 381493 | 2008 SS99              | 21 de setembre de 2008 | Kitt Peak            | Spacewatch             |
| 381494 | 2008 SK102             | 21 de setembre de 2008 | Kitt Peak            | Spacewatch             |
| 381495 | 2008 SG103             | 21 de setembre de 2008 | Mount Lemmon         | Mt. Lemmon Survey      |
| 381496 | 2008 SP109             | 22 de setembre de 2008 | Mount Lemmon         | Mt. Lemmon Survey      |
| 381497 | 2008 SK116             | 22 de setembre de 2008 | Kitt Peak            | Spacewatch             |
| 381498 | 2008 SU116             | 22 de setembre de 2008 | Mount Lemmon         | Mt. Lemmon Survey      |
| 381499 | 2008 SJ118             | 22 de setembre de 2008 | Mount Lemmon         | Mt. Lemmon Survey      |
| 381500 | 2008 SF123             | 22 de setembre de 2008 | Mount Lemmon         | Mt. Lemmon Survey      |

## 381501-381600
| Nom    | Designació provisional | Data de descobriment   | Lloc de descobriment | Descobridor/s     |
| ------ | ---------------------- | ---------------------- | -------------------- | ----------------- |
| 381501 | 2008 SW123             | 22 de setembre de 2008 | Mount Lemmon         | Mt. Lemmon Survey |
| 381502 | 2008 SG124             | 22 de setembre de 2008 | Mount Lemmon         | Mt. Lemmon Survey |
| 381503 | 2008 SC125             | 22 de setembre de 2008 | Mount Lemmon         | Mt. Lemmon Survey |
| 381504 | 2008 SY129             | 22 de setembre de 2008 | Kitt Peak            | Spacewatch        |
| 381505 | 2008 SY132             | 22 de setembre de 2008 | Kitt Peak            | Spacewatch        |
| 381506 | 2008 SO143             | 24 de setembre de 2008 | Mount Lemmon         | Mt. Lemmon Survey |
| 381507 | 2008 SB144             | 24 de setembre de 2008 | Catalina             | CSS               |
| 381508 | 2008 SA152             | 22 de setembre de 2008 | Bisei SG Center      | BATTeRS           |
| 381509 | 2008 SL155             | 23 de setembre de 2008 | Socorro              | LINEAR            |
| 381510 | 2008 SW162             | 28 de setembre de 2008 | Socorro              | LINEAR            |
| 381511 | 2008 SX166             | 22 de setembre de 2008 | Kitt Peak            | Spacewatch        |
| 381512 | 2008 SK172             | 21 de setembre de 2008 | Catalina             | CSS               |
| 381513 | 2008 SB173             | 22 de setembre de 2008 | Mount Lemmon         | Mt. Lemmon Survey |
| 381514 | 2008 SL173             | 22 de setembre de 2008 | Catalina             | CSS               |
| 381515 | 2008 SH178             | 23 de setembre de 2008 | Kitt Peak            | Spacewatch        |
| 381516 | 2008 SR180             | 24 de setembre de 2008 | Kitt Peak            | Spacewatch        |
| 381517 | 2008 SK191             | 25 de setembre de 2008 | Mount Lemmon         | Mt. Lemmon Survey |
| 381518 | 2008 SU192             | 25 de setembre de 2008 | Kitt Peak            | Spacewatch        |
| 381519 | 2008 SL196             | 25 de setembre de 2008 | Kitt Peak            | Spacewatch        |
| 381520 | 2008 SV196             | 25 de setembre de 2008 | Kitt Peak            | Spacewatch        |
| 381521 | 2008 SO217             | 29 de setembre de 2008 | Kitt Peak            | Spacewatch        |
| 381522 | 2008 SV218             | 30 de setembre de 2008 | La Sagra             | OAM               |
| 381523 | 2008 SB219             | 30 de setembre de 2008 | La Sagra             | OAM               |
| 381524 | 2008 SY222             | 25 de setembre de 2008 | Mount Lemmon         | Mt. Lemmon Survey |
| 381525 | 2008 SE227             | 28 de setembre de 2008 | Mount Lemmon         | Mt. Lemmon Survey |
| 381526 | 2008 SV229             | 28 de setembre de 2008 | Mount Lemmon         | Mt. Lemmon Survey |
| 381527 | 2008 SC231             | 5 de setembre de 2008  | Kitt Peak            | Spacewatch        |
| 381528 | 2008 SV236             | 29 de setembre de 2008 | Kitt Peak            | Spacewatch        |
| 381529 | 2008 SP250             | 23 de setembre de 2008 | Kitt Peak            | Spacewatch        |
| 381530 | 2008 SU253             | 22 de setembre de 2008 | Kitt Peak            | Spacewatch        |
| 381531 | 2008 SL262             | 24 de setembre de 2008 | Kitt Peak            | Spacewatch        |
| 381532 | 2008 SL275             | 23 de setembre de 2008 | Kitt Peak            | Spacewatch        |
| 381533 | 2008 SS286             | 22 de setembre de 2008 | Catalina             | CSS               |
| 381534 | 2008 SY287             | 23 de setembre de 2008 | Mount Lemmon         | Mt. Lemmon Survey |
| 381535 | 2008 SL291             | 22 de setembre de 2008 | Catalina             | CSS               |
| 381536 | 2008 SG299             | 22 de setembre de 2008 | Socorro              | LINEAR            |
| 381537 | 2008 SO301             | 23 de setembre de 2008 | Kitt Peak            | Spacewatch        |
| 381538 | 2008 SS301             | 23 de setembre de 2008 | Socorro              | LINEAR            |
| 381539 | 2008 SG302             | 23 de setembre de 2008 | Mount Lemmon         | Mt. Lemmon Survey |
| 381540 | 2008 SC303             | 24 de setembre de 2008 | Mount Lemmon         | Mt. Lemmon Survey |
| 381541 | 2008 SB304             | 24 de setembre de 2008 | Mount Lemmon         | Mt. Lemmon Survey |
| 381542 | 2008 SO307             | 29 de setembre de 2008 | Kitt Peak            | Spacewatch        |
| 381543 | 2008 SJ308             | 30 de setembre de 2008 | Socorro              | LINEAR            |
| 381544 | 2008 TN1               | 1 d'octubre de 2008    | Socorro              | LINEAR            |
| 381545 | 2008 TW4               | 1 d'octubre de 2008    | La Sagra             | OAM               |
| 381546 | 2008 TZ19              | 1 d'octubre de 2008    | Mount Lemmon         | Mt. Lemmon Survey |
| 381547 | 2008 TC28              | 9 d'octubre de 2004    | Kitt Peak            | Spacewatch        |
| 381548 | 2008 TC40              | 1 d'octubre de 2008    | Mount Lemmon         | Mt. Lemmon Survey |
| 381549 | 2008 TA51              | 2 d'octubre de 2008    | Kitt Peak            | Spacewatch        |
| 381550 | 2008 TA58              | 22 de setembre de 2008 | Kitt Peak            | Spacewatch        |
| 381551 | 2008 TX59              | 6 de setembre de 2008  | Mount Lemmon         | Mt. Lemmon Survey |
| 381552 | 2008 TJ68              | 2 d'octubre de 2008    | Kitt Peak            | Spacewatch        |
| 381553 | 2008 TO76              | 2 d'octubre de 2008    | Mount Lemmon         | Mt. Lemmon Survey |
| 381554 | 2008 TU85              | 25 de setembre de 2008 | Kitt Peak            | Spacewatch        |
| 381555 | 2008 TB95              | 6 d'octubre de 2008    | Kitt Peak            | Spacewatch        |
| 381556 | 2008 TE98              | 6 d'octubre de 2008    | Kitt Peak            | Spacewatch        |
| 381557 | 2008 TU98              | 6 d'octubre de 2008    | Kitt Peak            | Spacewatch        |
| 381558 | 2008 TE110             | 21 de setembre de 2008 | Catalina             | CSS               |
| 381559 | 2008 TG114             | 6 d'octubre de 2008    | Kitt Peak            | Spacewatch        |
| 381560 | 2008 TT116             | 6 d'octubre de 2008    | Catalina             | CSS               |
| 381561 | 2008 TV147             | 9 d'octubre de 2008    | Mount Lemmon         | Mt. Lemmon Survey |
| 381562 | 2008 TG164             | 1 d'octubre de 2008    | Mount Lemmon         | Mt. Lemmon Survey |
| 381563 | 2008 TO188             | 9 d'octubre de 2008    | Kitt Peak            | Spacewatch        |
| 381564 | 2008 UW5               | 25 d'octubre de 2008   | Modra                | Modra             |
| 381565 | 2008 UX8               | 17 d'octubre de 2008   | Kitt Peak            | Spacewatch        |
| 381566 | 2008 UC65              | 21 d'octubre de 2008   | Kitt Peak            | Spacewatch        |
| 381567 | 2008 UY78              | 5 de setembre de 2008  | Kitt Peak            | Spacewatch        |
| 381568 | 2008 UD79              | 23 de setembre de 2008 | Kitt Peak            | Spacewatch        |
| 381569 | 2008 UG80              | 22 d'octubre de 2008   | Kitt Peak            | Spacewatch        |
| 381570 | 2008 UP92              | 24 d'octubre de 2008   | Socorro              | LINEAR            |
| 381571 | 2008 UB100             | 27 d'octubre de 2008   | Bisei SG Center      | BATTeRS           |
| 381572 | 2008 UU110             | 22 d'octubre de 2008   | Kitt Peak            | Spacewatch        |
| 381573 | 2008 UY123             | 22 d'octubre de 2008   | Mount Lemmon         | Mt. Lemmon Survey |
| 381574 | 2008 UZ126             | 22 d'octubre de 2008   | Kitt Peak            | Spacewatch        |
| 381575 | 2008 UN149             | 23 d'octubre de 2008   | Mount Lemmon         | Mt. Lemmon Survey |
| 381576 | 2008 UK154             | 23 d'octubre de 2008   | Mount Lemmon         | Mt. Lemmon Survey |
| 381577 | 2008 UH183             | 24 d'octubre de 2008   | Mount Lemmon         | Mt. Lemmon Survey |
| 381578 | 2008 UQ189             | 25 d'octubre de 2008   | Mount Lemmon         | Mt. Lemmon Survey |
| 381579 | 2008 UG199             | 28 d'octubre de 2008   | Socorro              | LINEAR            |
| 381580 | 2008 UU206             | 12 de desembre de 2004 | Kitt Peak            | Spacewatch        |
| 381581 | 2008 UD212             | 23 d'octubre de 2008   | Lulin                | LUSS              |
| 381582 | 2008 UO231             | 26 d'octubre de 2008   | Mount Lemmon         | Mt. Lemmon Survey |
| 381583 | 2008 UW239             | 26 d'octubre de 2008   | Kitt Peak            | Spacewatch        |
| 381584 | 2008 UU254             | 27 d'octubre de 2008   | Kitt Peak            | Spacewatch        |
| 381585 | 2008 UV255             | 27 d'octubre de 2008   | Kitt Peak            | Spacewatch        |
| 381586 | 2008 UZ300             | 29 d'octubre de 2008   | Kitt Peak            | Spacewatch        |
| 381587 | 2008 UP321             | 31 d'octubre de 2008   | Mount Lemmon         | Mt. Lemmon Survey |
| 381588 | 2008 UY326             | 31 d'octubre de 2008   | Mount Lemmon         | Mt. Lemmon Survey |
| 381589 | 2008 UC333             | 20 d'octubre de 2008   | Mount Lemmon         | Mt. Lemmon Survey |
| 381590 | 2008 UO335             | 20 d'octubre de 2008   | Kitt Peak            | Spacewatch        |
| 381591 | 2008 UW343             | 25 d'octubre de 2008   | Kitt Peak            | Spacewatch        |
| 381592 | 2008 UP347             | 22 d'octubre de 2008   | Kitt Peak            | Spacewatch        |
| 381593 | 2008 UN355             | 24 d'octubre de 2008   | Catalina             | CSS               |
| 381594 | 2008 UO356             | 23 d'octubre de 2008   | Kitt Peak            | Spacewatch        |
| 381595 | 2008 US370             | 30 d'octubre de 2008   | Mount Lemmon         | Mt. Lemmon Survey |
| 381596 | 2008 VE5               | 6 de novembre de 2008  | Hibiscus             | N. Teamo          |
| 381597 | 2008 VH9               | 2 de novembre de 2008  | Mount Lemmon         | Mt. Lemmon Survey |
| 381598 | 2008 VZ29              | 2 de novembre de 2008  | Kitt Peak            | Spacewatch        |
| 381599 | 2008 VN51              | 4 de novembre de 2008  | Kitt Peak            | Spacewatch        |
| 381600 | 2008 VT65              | 1 de novembre de 2008  | Mount Lemmon         | Mt. Lemmon Survey |

## 381601-381700
| Nom    | Designació provisional | Data de descobriment   | Lloc de descobriment | Descobridor/s        |
| ------ | ---------------------- | ---------------------- | -------------------- | -------------------- |
| 381601 | 2008 VA66              | 1 de novembre de 2008  | Mount Lemmon         | Mt. Lemmon Survey    |
| 381602 | 2008 VH66              | 1 de novembre de 2008  | Kitt Peak            | Spacewatch           |
| 381603 | 2008 VT68              | 6 de novembre de 2008  | Kitt Peak            | Spacewatch           |
| 381604 | 2008 VF77              | 26 de novembre de 2003 | Kitt Peak            | Spacewatch           |
| 381605 | 2008 WT5               | 17 de novembre de 2008 | Kitt Peak            | Spacewatch           |
| 381606 | 2008 WF12              | 18 de novembre de 2008 | Catalina             | CSS                  |
| 381607 | 2008 WX18              | 22 de setembre de 2008 | Mount Lemmon         | Mt. Lemmon Survey    |
| 381608 | 2008 WL48              | 17 de novembre de 2008 | Kitt Peak            | Spacewatch           |
| 381609 | 2008 WP69              | 18 de novembre de 2008 | Kitt Peak            | Spacewatch           |
| 381610 | 2008 WF71              | 19 de novembre de 2008 | Kitt Peak            | Spacewatch           |
| 381611 | 2008 WM74              | 7 de setembre de 2008  | Catalina             | CSS                  |
| 381612 | 2008 WF77              | 20 de novembre de 2008 | Kitt Peak            | Spacewatch           |
| 381613 | 2008 WJ80              | 20 de novembre de 2008 | Kitt Peak            | Spacewatch           |
| 381614 | 2008 WY80              | 20 de novembre de 2008 | Kitt Peak            | Spacewatch           |
| 381615 | 2008 WZ82              | 20 de novembre de 2008 | Kitt Peak            | Spacewatch           |
| 381616 | 2008 WH86              | 21 de novembre de 2008 | Kitt Peak            | Spacewatch           |
| 381617 | 2008 WM103             | 30 de novembre de 2008 | Kitt Peak            | Spacewatch           |
| 381618 | 2008 WJ120             | 30 de novembre de 2008 | Kitt Peak            | Spacewatch           |
| 381619 | 2008 WE130             | 21 de novembre de 2008 | Kitt Peak            | Spacewatch           |
| 381620 | 2008 WB136             | 19 de novembre de 2008 | Kitt Peak            | Spacewatch           |
| 381621 | 2008 WJ140             | 17 de novembre de 2008 | Catalina             | CSS                  |
| 381622 | 2008 XJ2               | 2 de desembre de 2008  | Bisei SG Center      | BATTeRS              |
| 381623 | 2008 XN24              | 7 de setembre de 2008  | Mount Lemmon         | Mt. Lemmon Survey    |
| 381624 | 2008 XV49              | 7 de desembre de 2008  | Mount Lemmon         | Mt. Lemmon Survey    |
| 381625 | 2008 XR50              | 7 de desembre de 2008  | Mount Lemmon         | Mt. Lemmon Survey    |
| 381626 | 2008 YB                | 17 de desembre de 2008 | Bisei SG Center      | BATTeRS              |
| 381627 | 2008 YG6               | 22 de desembre de 2008 | Dauban               | F. Kugel             |
| 381628 | 2008 YS16              | 21 de desembre de 2008 | Mount Lemmon         | Mt. Lemmon Survey    |
| 381629 | 2008 YS21              | 21 de desembre de 2008 | Mount Lemmon         | Mt. Lemmon Survey    |
| 381630 | 2008 YJ24              | 23 de desembre de 2008 | Bisei SG Center      | BATTeRS              |
| 381631 | 2008 YR25              | 21 de desembre de 2008 | Socorro              | LINEAR               |
| 381632 | 2008 YQ29              | 21 de desembre de 2008 | Catalina             | CSS                  |
| 381633 | 2008 YA39              | 29 de desembre de 2008 | Kitt Peak            | Spacewatch           |
| 381634 | 2008 YL45              | 29 de desembre de 2008 | Mount Lemmon         | Mt. Lemmon Survey    |
| 381635 | 2008 YM47              | 29 de desembre de 2008 | Kitt Peak            | Spacewatch           |
| 381636 | 2008 YQ63              | 30 de desembre de 2008 | Mount Lemmon         | Mt. Lemmon Survey    |
| 381637 | 2008 YC76              | 30 de desembre de 2008 | Mount Lemmon         | Mt. Lemmon Survey    |
| 381638 | 2008 YP85              | 29 de desembre de 2008 | Kitt Peak            | Spacewatch           |
| 381639 | 2008 YS96              | 29 de desembre de 2008 | Mount Lemmon         | Mt. Lemmon Survey    |
| 381640 | 2008 YK104             | 29 de desembre de 2008 | Kitt Peak            | Spacewatch           |
| 381641 | 2008 YJ113             | 29 de desembre de 2008 | Kitt Peak            | Spacewatch           |
| 381642 | 2008 YQ123             | 30 de desembre de 2008 | Kitt Peak            | Spacewatch           |
| 381643 | 2008 YR134             | 30 de desembre de 2008 | Kitt Peak            | Spacewatch           |
| 381644 | 2008 YD139             | 30 de desembre de 2008 | Kitt Peak            | Spacewatch           |
| 381645 | 2008 YA140             | 30 de desembre de 2008 | Kitt Peak            | Spacewatch           |
| 381646 | 2008 YR143             | 30 de desembre de 2008 | Kitt Peak            | Spacewatch           |
| 381647 | 2008 YX152             | 30 de desembre de 2008 | Mount Lemmon         | Mt. Lemmon Survey    |
| 381648 | 2008 YL162             | 22 de desembre de 2008 | Kitt Peak            | Spacewatch           |
| 381649 | 2008 YR168             | 21 de desembre de 2008 | Kitt Peak            | Spacewatch           |
| 381650 | 2008 YH169             | 29 de desembre de 2008 | Mount Lemmon         | Mt. Lemmon Survey    |
| 381651 | 2008 YP170             | 30 de desembre de 2008 | Mount Lemmon         | Mt. Lemmon Survey    |
| 381652 | 2009 AA17              | 2 de gener de 2009     | Kitt Peak            | Spacewatch           |
| 381653 | 2009 AL19              | 2 de gener de 2009     | Mount Lemmon         | Mt. Lemmon Survey    |
| 381654 | 2009 AE35              | 15 de gener de 2009    | Kitt Peak            | Spacewatch           |
| 381655 | 2009 AF36              | 15 de gener de 2009    | Kitt Peak            | Spacewatch           |
| 381656 | 2009 AG49              | 1 de gener de 2009     | Kitt Peak            | Spacewatch           |
| 381657 | 2009 AA50              | 3 de gener de 2009     | Mount Lemmon         | Mt. Lemmon Survey    |
| 381658 | 2009 AF50              | 1 de gener de 2009     | Kitt Peak            | Spacewatch           |
| 381659 | 2009 BS2               | 19 de gener de 2009    | Mayhill              | A. Lowe              |
| 381660 | 2009 BV5               | 16 de gener de 2009    | Lulin                | LUSS                 |
| 381661 | 2009 BG6               | 17 de gener de 2009    | Socorro              | LINEAR               |
| 381662 | 2009 BJ9               | 18 de gener de 2009    | Socorro              | LINEAR               |
| 381663 | 2009 BC12              | 21 de gener de 2009    | Socorro              | LINEAR               |
| 381664 | 2009 BR17              | 16 de gener de 2009    | Mount Lemmon         | Mt. Lemmon Survey    |
| 381665 | 2009 BV19              | 19 de setembre de 2007 | Kitt Peak            | Spacewatch           |
| 381666 | 2009 BR21              | 17 de gener de 2009    | Kitt Peak            | Spacewatch           |
| 381667 | 2009 BT28              | 16 de gener de 2009    | Kitt Peak            | Spacewatch           |
| 381668 | 2009 BC33              | 16 de gener de 2009    | Kitt Peak            | Spacewatch           |
| 381669 | 2009 BE45              | 16 de gener de 2009    | Kitt Peak            | Spacewatch           |
| 381670 | 2009 BE48              | 8 d'octubre de 2007    | Mount Lemmon         | Mt. Lemmon Survey    |
| 381671 | 2009 BJ48              | 16 de gener de 2009    | Mount Lemmon         | Mt. Lemmon Survey    |
| 381672 | 2009 BA55              | 16 de gener de 2009    | Mount Lemmon         | Mt. Lemmon Survey    |
| 381673 | 2009 BB70              | 25 de gener de 2009    | Catalina             | CSS                  |
| 381674 | 2009 BE79              | 24 de novembre de 2008 | Mount Lemmon         | Mt. Lemmon Survey    |
| 381675 | 2009 BX79              | 30 de gener de 2009    | Siding Spring        | Siding Spring Survey |
| 381676 | 2009 BE80              | 16 de gener de 2009    | Kitt Peak            | Spacewatch           |
| 381677 | 2009 BJ81              | 30 d'octubre de 2008   | Kitt Peak            | Spacewatch           |
| 381678 | 2009 BD91              | 25 de gener de 2009    | Kitt Peak            | Spacewatch           |
| 381679 | 2009 BH92              | 25 de gener de 2009    | Kitt Peak            | Spacewatch           |
| 381680 | 2009 BR95              | 26 de gener de 2009    | Mount Lemmon         | Mt. Lemmon Survey    |
| 381681 | 2009 BF112             | 30 de gener de 2009    | Mount Lemmon         | Mt. Lemmon Survey    |
| 381682 | 2009 BL142             | 30 de gener de 2009    | Kitt Peak            | Spacewatch           |
| 381683 | 2009 BT159             | 29 de gener de 2009    | Mount Lemmon         | Mt. Lemmon Survey    |
| 381684 | 2009 BV181             | 29 de gener de 2009    | Catalina             | CSS                  |
| 381685 | 2009 BS183             | 9 d'octubre de 2007    | Catalina             | CSS                  |
| 381686 | 2009 BF187             | 26 de gener de 2009    | Socorro              | LINEAR               |
| 381687 | 2009 CY                | 2 de febrer de 2009    | Sierra Stars         | F. Tozzi             |
| 381688 | 2009 CG1               | 2 de febrer de 2009    | Bisei SG Center      | BATTeRS              |
| 381689 | 2009 CK14              | 3 de febrer de 2009    | Mount Lemmon         | Mt. Lemmon Survey    |
| 381690 | 2009 CN32              | 1 de febrer de 2009    | Kitt Peak            | Spacewatch           |
| 381691 | 2009 CF34              | 2 de febrer de 2009    | Mount Lemmon         | Mt. Lemmon Survey    |
| 381692 | 2009 CP39              | 18 de gener de 2009    | Kitt Peak            | Spacewatch           |
| 381693 | 2009 CH50              | 14 de febrer de 2009   | La Sagra             | OAM                  |
| 381694 | 2009 CS50              | 14 de febrer de 2009   | La Sagra             | OAM                  |
| 381695 | 2009 CQ55              | 14 de febrer de 2009   | Catalina             | CSS                  |
| 381696 | 2009 CO60              | 2 d'octubre de 2008    | Mount Lemmon         | Mt. Lemmon Survey    |
| 381697 | 2009 DT6               | 17 de febrer de 2009   | Kitt Peak            | Spacewatch           |
| 381698 | 2009 DD74              | 26 de febrer de 2009   | Catalina             | CSS                  |
| 381699 | 2009 DY127             | 20 de febrer de 2009   | Siding Spring        | Siding Spring Survey |
| 381700 | 2009 EW12              | 3 de març de 2009      | Catalina             | CSS                  |

## 381701-381800
| Nom    | Designació provisional | Data de descobriment   | Lloc de descobriment | Descobridor/s          |
| ------ | ---------------------- | ---------------------- | -------------------- | ---------------------- |
| 381701 | 2009 EU13              | 15 de març de 2009     | Catalina             | CSS                    |
| 381702 | 2009 FP75              | 18 de març de 2009     | Socorro              | LINEAR                 |
| 381703 | 2009 HD84              | 27 d'abril de 2009     | Kitt Peak            | Spacewatch             |
| 381704 | 2009 HT95              | 19 de novembre de 2007 | Mount Lemmon         | Mt. Lemmon Survey      |
| 381705 | 2009 LH6               | 15 de juny de 2009     | Mount Lemmon         | Mt. Lemmon Survey      |
| 381706 | 2009 NB2               | 13 de juliol de 2009   | Kitt Peak            | Spacewatch             |
| 381707 | 2009 PL4               | 14 d'agost de 2009     | La Sagra             | OAM                    |
| 381708 | 2009 PM11              | 15 d'agost de 2009     | Kitt Peak            | Spacewatch             |
| 381709 | 2009 PC15              | 15 d'agost de 2009     | Catalina             | CSS                    |
| 381710 | 2009 PL17              | 15 d'agost de 2009     | La Sagra             | OAM                    |
| 381711 | 2009 PA18              | 15 d'agost de 2009     | Kitt Peak            | Spacewatch             |
| 381712 | 2009 QE4               | 17 d'agost de 2009     | Catalina             | CSS                    |
| 381713 | 2009 QQ6               | 18 d'agost de 2009     | Wildberg             | R. Apitzsch            |
| 381714 | 2009 QU8               | 17 d'agost de 2009     | La Sagra             | OAM                    |
| 381715 | 2009 QB27              | 17 d'agost de 2009     | Kitt Peak            | Spacewatch             |
| 381716 | 2009 QA38              | 31 d'agost de 2009     | Bergisch Gladbac     | W. Bickel              |
| 381717 | 2009 QP41              | 16 d'agost de 2009     | Kitt Peak            | Spacewatch             |
| 381718 | 2009 QG46              | 15 d'agost de 2009     | Kitt Peak            | Spacewatch             |
| 381719 | 2009 QQ46              | 27 d'agost de 2009     | Catalina             | CSS                    |
| 381720 | 2009 QX52              | 27 d'agost de 2009     | Kitt Peak            | Spacewatch             |
| 381721 | 2009 QU60              | 19 de setembre de 2006 | Anderson Mesa        | LONEOS                 |
| 381722 | 2009 RG                | 9 de setembre de 2009  | Bisei SG Center      | BATTeRS                |
| 381723 | 2009 RL3               | 11 de setembre de 2009 | La Sagra             | OAM                    |
| 381724 | 2009 RQ3               | 13 de setembre de 2009 | Socorro              | LINEAR                 |
| 381725 | 2009 RP5               | 13 de setembre de 2009 | ESA OGS              | ESA OGS                |
| 381726 | 2009 RW12              | 12 de setembre de 2009 | Kitt Peak            | Spacewatch             |
| 381727 | 2009 RX16              | 12 de setembre de 2009 | Kitt Peak            | Spacewatch             |
| 381728 | 2009 RF17              | 12 de setembre de 2009 | Kitt Peak            | Spacewatch             |
| 381729 | 2009 RW18              | 13 de setembre de 2009 | Purple Mountain      | PMO NEO Survey Program |
| 381730 | 2009 RD19              | 13 de setembre de 2009 | XuYi                 | PMO NEO Survey Program |
| 381731 | 2009 RT21              | 15 de setembre de 2009 | Kitt Peak            | Spacewatch             |
| 381732 | 2009 RJ26              | 13 de setembre de 2009 | Socorro              | LINEAR                 |
| 381733 | 2009 RU45              | 15 de setembre de 2009 | Kitt Peak            | Spacewatch             |
| 381734 | 2009 RH46              | 15 de setembre de 2009 | Kitt Peak            | Spacewatch             |
| 381735 | 2009 RQ53              | 15 de setembre de 2009 | Kitt Peak            | Spacewatch             |
| 381736 | 2009 RS53              | 15 de setembre de 2009 | Kitt Peak            | Spacewatch             |
| 381737 | 2009 RU61              | 14 de setembre de 2009 | La Sagra             | OAM                    |
| 381738 | 2009 RP70              | 12 de setembre de 2009 | Kitt Peak            | Spacewatch             |
| 381739 | 2009 SG1               | 17 de setembre de 2009 | Mount Lemmon         | Mt. Lemmon Survey      |
| 381740 | 2009 SJ24              | 16 de setembre de 2009 | Kitt Peak            | Spacewatch             |
| 381741 | 2009 SN34              | 16 de setembre de 2009 | Kitt Peak            | Spacewatch             |
| 381742 | 2009 SF51              | 17 de setembre de 2009 | Kitt Peak            | Spacewatch             |
| 381743 | 2009 SE61              | 17 de setembre de 2009 | Kitt Peak            | Spacewatch             |
| 381744 | 2009 SD67              | 17 de setembre de 2009 | Kitt Peak            | Spacewatch             |
| 381745 | 2009 SB69              | 17 de setembre de 2009 | Kitt Peak            | Spacewatch             |
| 381746 | 2009 SW69              | 17 de novembre de 2006 | Kitt Peak            | Spacewatch             |
| 381747 | 2009 SX99              | 21 de setembre de 2009 | La Sagra             | OAM                    |
| 381748 | 2009 SU101             | 24 de setembre de 2009 | La Sagra             | OAM                    |
| 381749 | 2009 SP114             | 18 de setembre de 2009 | Kitt Peak            | Spacewatch             |
| 381750 | 2009 SL125             | 18 de setembre de 2009 | Kitt Peak            | Spacewatch             |
| 381751 | 2009 SQ127             | 18 de setembre de 2009 | Kitt Peak            | Spacewatch             |
| 381752 | 2009 SG129             | 18 de setembre de 2009 | Kitt Peak            | Spacewatch             |
| 381753 | 2009 ST142             | 19 de setembre de 2009 | Kitt Peak            | Spacewatch             |
| 381754 | 2009 SP146             | 19 de setembre de 2009 | Kitt Peak            | Spacewatch             |
| 381755 | 2009 SW146             | 19 de setembre de 2009 | Kitt Peak            | Spacewatch             |
| 381756 | 2009 SO150             | 20 de setembre de 2009 | Kitt Peak            | Spacewatch             |
| 381757 | 2009 SZ160             | 12 de novembre de 2005 | Kitt Peak            | Spacewatch             |
| 381758 | 2009 SC185             | 21 de setembre de 2009 | Kitt Peak            | Spacewatch             |
| 381759 | 2009 SL200             | 22 de setembre de 2009 | Kitt Peak            | Spacewatch             |
| 381760 | 2009 SC215             | 23 de setembre de 2009 | Kitt Peak            | Spacewatch             |
| 381761 | 2009 SP230             | 15 d'agost de 2009     | Kitt Peak            | Spacewatch             |
| 381762 | 2009 SM238             | 16 de setembre de 2009 | Catalina             | CSS                    |
| 381763 | 2009 SC263             | 23 de setembre de 2009 | Mount Lemmon         | Mt. Lemmon Survey      |
| 381764 | 2009 SV266             | 23 de setembre de 2009 | Mount Lemmon         | Mt. Lemmon Survey      |
| 381765 | 2009 SP275             | 25 de setembre de 2009 | Kitt Peak            | Spacewatch             |
| 381766 | 2009 SY275             | 25 de setembre de 2009 | Kitt Peak            | Spacewatch             |
| 381767 | 2009 SS288             | 25 de setembre de 2009 | Catalina             | CSS                    |
| 381768 | 2009 SH291             | 25 de setembre de 2009 | Kitt Peak            | Spacewatch             |
| 381769 | 2009 SD317             | 19 de setembre de 2009 | Mount Lemmon         | Mt. Lemmon Survey      |
| 381770 | 2009 SU324             | 25 de setembre de 2009 | Kitt Peak            | Spacewatch             |
| 381771 | 2009 SS325             | 27 de setembre de 2009 | Kitt Peak            | Spacewatch             |
| 381772 | 2009 SK326             | 29 de setembre de 2009 | Črni Vrh             | Crni Vrh               |
| 381773 | 2009 SD331             | 19 de setembre de 2009 | Catalina             | CSS                    |
| 381774 | 2009 SM331             | 19 d'octubre de 1995   | Kitt Peak            | Spacewatch             |
| 381775 | 2009 SA337             | 24 de setembre de 2009 | Catalina             | CSS                    |
| 381776 | 2009 SB340             | 28 de setembre de 2009 | Kitt Peak            | Spacewatch             |
| 381777 | 2009 SF345             | 18 de setembre de 2009 | Kitt Peak            | Spacewatch             |
| 381778 | 2009 SC346             | 22 de setembre de 2009 | Kitt Peak            | Spacewatch             |
| 381779 | 2009 SM347             | 28 de setembre de 2009 | Mount Lemmon         | Mt. Lemmon Survey      |
| 381780 | 2009 TG1               | 10 d'octubre de 2009   | Bisei SG Center      | BATTeRS                |
| 381781 | 2009 TW1               | 4 de juny de 2005      | Kitt Peak            | Spacewatch             |
| 381782 | 2009 TX1               | 9 d'octubre de 2009    | Catalina             | CSS                    |
| 381783 | 2009 TS2               | 18 d'agost de 2009     | Catalina             | CSS                    |
| 381784 | 2009 TZ4               | 10 d'octubre de 2009   | La Sagra             | OAM                    |
| 381785 | 2009 TF13              | 15 de setembre de 2009 | Kitt Peak            | Spacewatch             |
| 381786 | 2009 TP20              | 14 de novembre de 1998 | Kitt Peak            | Spacewatch             |
| 381787 | 2009 TU25              | 14 d'octubre de 2009   | Mount Lemmon         | Mt. Lemmon Survey      |
| 381788 | 2009 TG34              | 11 d'octubre de 2009   | La Sagra             | OAM                    |
| 381789 | 2009 TQ36              | 15 d'octubre de 2009   | La Sagra             | OAM                    |
| 381790 | 2009 TY36              | 10 d'octubre de 2009   | Sierra Stars         | W. G. Dillon, D. Wells |
| 381791 | 2009 TE39              | 15 d'octubre de 2009   | Catalina             | CSS                    |
| 381792 | 2009 UC6               | 17 de juny de 2009     | Kitt Peak            | Spacewatch             |
| 381793 | 2009 UA20              | 20 d'octubre de 2009   | Socorro              | LINEAR                 |
| 381794 | 2009 UO20              | 22 d'octubre de 2009   | Catalina             | CSS                    |
| 381795 | 2009 UH21              | 23 d'octubre de 2009   | Marly                | P. Kocher              |
| 381796 | 2009 UF34              | 18 d'octubre de 2009   | Mount Lemmon         | Mt. Lemmon Survey      |
| 381797 | 2009 UK38              | 22 d'octubre de 2009   | Mount Lemmon         | Mt. Lemmon Survey      |
| 381798 | 2009 UJ41              | 18 d'octubre de 2009   | Mount Lemmon         | Mt. Lemmon Survey      |
| 381799 | 2009 UQ46              | 18 d'octubre de 2009   | Mount Lemmon         | Mt. Lemmon Survey      |
| 381800 | 2009 UM61              | 17 de setembre de 2009 | Kitt Peak            | Spacewatch             |

## 381801-381900
| Nom    | Designació provisional | Data de descobriment   | Lloc de descobriment | Descobridor/s        |
| ------ | ---------------------- | ---------------------- | -------------------- | -------------------- |
| 381801 | 2009 UN68              | 19 de febrer de 2001   | Socorro              | LINEAR               |
| 381802 | 2009 US97              | 23 d'octubre de 2009   | Mount Lemmon         | Mt. Lemmon Survey    |
| 381803 | 2009 UM108             | 23 d'octubre de 2009   | Kitt Peak            | Spacewatch           |
| 381804 | 2009 UG115             | 21 d'octubre de 2009   | Mount Lemmon         | Mt. Lemmon Survey    |
| 381805 | 2009 UH115             | 14 d'abril de 2008     | Kitt Peak            | Spacewatch           |
| 381806 | 2009 UP115             | 16 de setembre de 2009 | Kitt Peak            | Spacewatch           |
| 381807 | 2009 UD118             | 21 de febrer de 2007   | Kitt Peak            | Spacewatch           |
| 381808 | 2009 UT118             | 23 d'octubre de 2009   | Mount Lemmon         | Mt. Lemmon Survey    |
| 381809 | 2009 UC135             | 24 d'octubre de 2009   | Mount Lemmon         | Mt. Lemmon Survey    |
| 381810 | 2009 UH147             | 24 d'octubre de 2009   | Kitt Peak            | Spacewatch           |
| 381811 | 2009 UE155             | 13 d'abril de 2004     | Kitt Peak            | Spacewatch           |
| 381812 | 2009 VQ2               | 31 de març de 2008     | Catalina             | CSS                  |
| 381813 | 2009 VC23              | 9 de novembre de 2009  | Mount Lemmon         | Mt. Lemmon Survey    |
| 381814 | 2009 VJ25              | 10 de novembre de 2009 | Dauban               | F. Kugel             |
| 381815 | 2009 VT45              | 23 d'octubre de 2009   | Kitt Peak            | Spacewatch           |
| 381816 | 2009 VG46              | 9 de novembre de 2009  | Kitt Peak            | Spacewatch           |
| 381817 | 2009 VE55              | 11 de novembre de 2009 | Kitt Peak            | Spacewatch           |
| 381818 | 2009 VV55              | 22 d'octubre de 2009   | Mount Lemmon         | Mt. Lemmon Survey    |
| 381819 | 2009 VM60              | 11 de novembre de 2009 | Catalina             | CSS                  |
| 381820 | 2009 VT67              | 9 de novembre de 2009  | Kitt Peak            | Spacewatch           |
| 381821 | 2009 VE71              | 9 de novembre de 2009  | Mount Lemmon         | Mt. Lemmon Survey    |
| 381822 | 2009 VC76              | 13 de novembre de 2009 | La Sagra             | OAM                  |
| 381823 | 2009 VZ80              | 23 de juliol de 2009   | Siding Spring        | Siding Spring Survey |
| 381824 | 2009 VS83              | 9 de novembre de 2009  | Kitt Peak            | Spacewatch           |
| 381825 | 2009 VF85              | 10 de novembre de 2009 | Kitt Peak            | Spacewatch           |
| 381826 | 2009 VX86              | 10 de novembre de 2009 | Kitt Peak            | Spacewatch           |
| 381827 | 2009 VD103             | 11 de novembre de 2009 | Mount Lemmon         | Mt. Lemmon Survey    |
| 381828 | 2009 VP103             | 11 de novembre de 2009 | Mount Lemmon         | Mt. Lemmon Survey    |
| 381829 | 2009 VQ103             | 11 de novembre de 2009 | Mount Lemmon         | Mt. Lemmon Survey    |
| 381830 | 2009 VM116             | 11 de novembre de 2009 | Mount Lemmon         | Mt. Lemmon Survey    |
| 381831 | 2009 VU116             | 9 de novembre de 2009  | Mount Lemmon         | Mt. Lemmon Survey    |
| 381832 | 2009 WX20              | 17 de novembre de 2009 | Kitt Peak            | Spacewatch           |
| 381833 | 2009 WL27              | 16 de novembre de 2009 | Kitt Peak            | Spacewatch           |
| 381834 | 2009 WO27              | 16 de novembre de 2009 | Kitt Peak            | Spacewatch           |
| 381835 | 2009 WO31              | 10 de novembre de 2009 | Kitt Peak            | Spacewatch           |
| 381836 | 2009 WZ43              | 17 de novembre de 2009 | Mount Lemmon         | Mt. Lemmon Survey    |
| 381837 | 2009 WQ77              | 18 de novembre de 2009 | Kitt Peak            | Spacewatch           |
| 381838 | 2009 WG79              | 18 de novembre de 2009 | Mount Lemmon         | Mt. Lemmon Survey    |
| 381839 | 2009 WT80              | 18 de novembre de 2009 | Kitt Peak            | Spacewatch           |
| 381840 | 2009 WE88              | 7 de maig de 2007      | Catalina             | CSS                  |
| 381841 | 2009 WN94              | 20 de novembre de 2009 | Mount Lemmon         | Mt. Lemmon Survey    |
| 381842 | 2009 WA100             | 6 de gener de 2006     | Mount Lemmon         | Mt. Lemmon Survey    |
| 381843 | 2009 WQ122             | 20 de novembre de 2009 | Kitt Peak            | Spacewatch           |
| 381844 | 2009 WV163             | 2 de desembre de 2005  | Kitt Peak            | Spacewatch           |
| 381845 | 2009 WP169             | 22 de novembre de 2009 | Catalina             | CSS                  |
| 381846 | 2009 WK184             | 25 de novembre de 2005 | Kitt Peak            | Spacewatch           |
| 381847 | 2009 WU229             | 17 de novembre de 2009 | Mount Lemmon         | Mt. Lemmon Survey    |
| 381848 | 2009 WX236             | 16 de novembre de 2009 | Kitt Peak            | Spacewatch           |
| 381849 | 2009 WD237             | 16 de novembre de 2009 | Mount Lemmon         | Mt. Lemmon Survey    |
| 381850 | 2009 WJ240             | 17 de novembre de 2009 | Mount Lemmon         | Mt. Lemmon Survey    |
| 381851 | 2009 WL247             | 27 d'octubre de 2009   | Catalina             | CSS                  |
| 381852 | 2009 WG249             | 20 de novembre de 2009 | Mount Lemmon         | Mt. Lemmon Survey    |
| 381853 | 2009 WK259             | 19 de novembre de 2009 | Mount Lemmon         | Mt. Lemmon Survey    |
| 381854 | 2009 WJ261             | 16 de novembre de 2009 | Socorro              | LINEAR               |
| 381855 | 2009 WD264             | 16 de novembre de 2009 | Mount Lemmon         | Mt. Lemmon Survey    |
| 381856 | 2009 XP16              | 15 de desembre de 2009 | Mount Lemmon         | Mt. Lemmon Survey    |
| 381857 | 2009 XL17              | 15 de desembre de 2009 | Mount Lemmon         | Mt. Lemmon Survey    |
| 381858 | 2009 XS19              | 15 de desembre de 2009 | Mount Lemmon         | Mt. Lemmon Survey    |
| 381859 | 2009 XC23              | 15 de desembre de 2009 | Mount Lemmon         | Mt. Lemmon Survey    |
| 381860 | 2009 XS24              | 15 de desembre de 2009 | Catalina             | CSS                  |
| 381861 | 2009 XZ24              | 15 de desembre de 2009 | Mount Lemmon         | Mt. Lemmon Survey    |
| 381862 | 2009 YW7               | 16 de desembre de 2009 | Kitt Peak            | Spacewatch           |
| 381863 | 2009 YQ21              | 27 de desembre de 2009 | Kitt Peak            | Spacewatch           |
| 381864 | 2009 YP22              | 18 de desembre de 2009 | Kitt Peak            | Spacewatch           |
| 381865 | 2009 YW23              | 19 de desembre de 2009 | Mount Lemmon         | Mt. Lemmon Survey    |
| 381866 | 2010 AF6               | 6 de gener de 2010     | Kitt Peak            | Spacewatch           |
| 381867 | 2010 AP8               | 10 de setembre de 2004 | Socorro              | LINEAR               |
| 381868 | 2010 AV8               | 6 de gener de 2010     | Kitt Peak            | Spacewatch           |
| 381869 | 2010 AC9               | 23 de setembre de 2008 | Kitt Peak            | Spacewatch           |
| 381870 | 2010 AC10              | 6 de gener de 2010     | Catalina             | CSS                  |
| 381871 | 2010 AJ20              | 25 de gener de 2006    | Kitt Peak            | Spacewatch           |
| 381872 | 2010 AJ21              | 6 de gener de 2010     | Kitt Peak            | Spacewatch           |
| 381873 | 2010 AP36              | 7 de gener de 2010     | Kitt Peak            | Spacewatch           |
| 381874 | 2010 AS38              | 8 de gener de 2010     | Kitt Peak            | Spacewatch           |
| 381875 | 2010 AK40              | 12 de gener de 2010    | Mayhill              | A. Lowe              |
| 381876 | 2010 AQ54              | 8 de gener de 2010     | Kitt Peak            | Spacewatch           |
| 381877 | 2010 AB56              | 8 de gener de 2010     | Kitt Peak            | Spacewatch           |
| 381878 | 2010 AD56              | 8 de gener de 2010     | Kitt Peak            | Spacewatch           |
| 381879 | 2010 AJ59              | 6 de gener de 2010     | Catalina             | CSS                  |
| 381880 | 2010 AJ66              | 11 de gener de 2010    | Kitt Peak            | Spacewatch           |
| 381881 | 2010 AQ67              | 24 d'abril de 2007     | Kitt Peak            | Spacewatch           |
| 381882 | 2010 AR69              | 12 de gener de 2010    | Catalina             | CSS                  |
| 381883 | 2010 AL72              | 13 de gener de 2010    | Mount Lemmon         | Mt. Lemmon Survey    |
| 381884 | 2010 AJ75              | 8 de gener de 2010     | Catalina             | CSS                  |
| 381885 | 2010 AZ75              | 10 de gener de 2010    | Socorro              | LINEAR               |
| 381886 | 2010 AL80              | 9 de gener de 2006     | Kitt Peak            | Spacewatch           |
| 381887 | 2010 AU80              | 7 de gener de 2010     | Kitt Peak            | Spacewatch           |
| 381888 | 2010 AT105             | 12 de gener de 2010    | WISE                 | WISE                 |
| 381889 | 2010 AS107             | 12 de gener de 2010    | WISE                 | WISE                 |
| 381890 | 2010 AT107             | 12 de gener de 2010    | WISE                 | WISE                 |
| 381891 | 2010 AZ125             | 30 de gener de 2004    | Kitt Peak            | Spacewatch           |
| 381892 | 2010 BR                | 16 de gener de 2010    | Socorro              | LINEAR               |
| 381893 | 2010 BA1               | 4 de febrer de 2006    | Catalina             | CSS                  |
| 381894 | 2010 BV2               | 6 de gener de 2010     | Kitt Peak            | Spacewatch           |
| 381895 | 2010 BF4               | 23 de gener de 2010    | Bisei SG Center      | BATTeRS              |
| 381896 | 2010 BT11              | 16 de gener de 2010    | WISE                 | WISE                 |
| 381897 | 2010 BW40              | 19 de gener de 2010    | WISE                 | WISE                 |
| 381898 | 2010 BM46              | 19 de gener de 2010    | WISE                 | WISE                 |
| 381899 | 2010 BB69              | 7 de novembre de 2007  | Kitt Peak            | Spacewatch           |
| 381900 | 2010 BU76              | 24 de gener de 2010    | WISE                 | WISE                 |

## 381901-382000
| Nom    | Designació provisional | Data de descobriment   | Lloc de descobriment | Descobridor/s        |
| ------ | ---------------------- | ---------------------- | -------------------- | -------------------- |
| 381901 | 2010 CG2               | 30 de juliol de 2008   | Mount Lemmon         | Mt. Lemmon Survey    |
| 381902 | 2010 CV4               | 7 de febrer de 2010    | La Sagra             | OAM                  |
| 381903 | 2010 CC12              | 6 de febrer de 2010    | Mayhill              | Mayhill              |
| 381904 | 2010 CP12              | 12 de febrer de 2010   | Mayhill              | S. Kurti             |
| 381905 | 2010 CW17              | 11 de febrer de 2010   | WISE                 | WISE                 |
| 381906 | 2010 CL19              | 13 de febrer de 2010   | Mount Lemmon         | Mt. Lemmon Survey    |
| 381907 | 2010 CB20              | 8 de febrer de 2010    | Kitt Peak            | Spacewatch           |
| 381908 | 2010 CU24              | 9 de febrer de 2010    | Mount Lemmon         | Mt. Lemmon Survey    |
| 381909 | 2010 CG29              | 9 de febrer de 2010    | Kitt Peak            | Spacewatch           |
| 381910 | 2010 CJ32              | 9 de febrer de 2010    | Kitt Peak            | Spacewatch           |
| 381911 | 2010 CM32              | 9 de febrer de 2010    | Kitt Peak            | Spacewatch           |
| 381912 | 2010 CG40              | 13 de febrer de 2010   | Kitt Peak            | Spacewatch           |
| 381913 | 2010 CC41              | 13 de febrer de 2010   | Kitt Peak            | Spacewatch           |
| 381914 | 2010 CP41              | 5 de febrer de 2010    | Catalina             | CSS                  |
| 381915 | 2010 CL43              | 5 de febrer de 2010    | Catalina             | CSS                  |
| 381916 | 2010 CD44              | 13 de febrer de 2010   | Calvin-Rehoboth      | Calvin College       |
| 381917 | 2010 CE58              | 26 d'octubre de 2009   | Kitt Peak            | Spacewatch           |
| 381918 | 2010 CP61              | 9 de febrer de 2010    | Kitt Peak            | Spacewatch           |
| 381919 | 2010 CB70              | 13 de febrer de 2010   | Mount Lemmon         | Mt. Lemmon Survey    |
| 381920 | 2010 CK76              | 13 de febrer de 2010   | Mount Lemmon         | Mt. Lemmon Survey    |
| 381921 | 2010 CT79              | 13 de febrer de 2010   | Mount Lemmon         | Mt. Lemmon Survey    |
| 381922 | 2010 CE85              | 14 de febrer de 2010   | Kitt Peak            | Spacewatch           |
| 381923 | 2010 CE86              | 5 de gener de 2010     | Kitt Peak            | Spacewatch           |
| 381924 | 2010 CD107             | 14 de febrer de 2010   | Mount Lemmon         | Mt. Lemmon Survey    |
| 381925 | 2010 CT120             | 9 de desembre de 2004  | Socorro              | LINEAR               |
| 381926 | 2010 CY134             | 10 de febrer de 2010   | WISE                 | WISE                 |
| 381927 | 2010 CY137             | 9 de febrer de 2010    | Mount Lemmon         | Mt. Lemmon Survey    |
| 381928 | 2010 CW143             | 9 de febrer de 2010    | Kitt Peak            | Spacewatch           |
| 381929 | 2010 CF144             | 22 de novembre de 2009 | Mount Lemmon         | Mt. Lemmon Survey    |
| 381930 | 2010 CQ146             | 13 de febrer de 2010   | Catalina             | CSS                  |
| 381931 | 2010 CB147             | 13 de febrer de 2010   | Mount Lemmon         | Mt. Lemmon Survey    |
| 381932 | 2010 CV148             | 24 d'agost de 2008     | Kitt Peak            | Spacewatch           |
| 381933 | 2010 CM150             | 14 de febrer de 2010   | Kitt Peak            | Spacewatch           |
| 381934 | 2010 CA156             | 21 de maig de 2006     | Mount Lemmon         | Mt. Lemmon Survey    |
| 381935 | 2010 CD157             | 11 d'abril de 2005     | Mount Lemmon         | Mt. Lemmon Survey    |
| 381936 | 2010 CM165             | 10 de febrer de 2010   | Kitt Peak            | Spacewatch           |
| 381937 | 2010 CD173             | 6 de febrer de 2010    | Kitt Peak            | Spacewatch           |
| 381938 | 2010 CY181             | 14 de febrer de 2010   | Haleakala            | Pan-STARRS 1         |
| 381939 | 2010 CD182             | 14 de febrer de 2010   | Haleakala            | Pan-STARRS 1         |
| 381940 | 2010 CN184             | 13 de febrer de 2010   | Socorro              | LINEAR               |
| 381941 | 2010 CM203             | 18 de gener de 2009    | Kitt Peak            | Spacewatch           |
| 381942 | 2010 CH245             | 3 de febrer de 2010    | WISE                 | WISE                 |
| 381943 | 2010 CD250             | 1 de desembre de 2005  | Kitt Peak            | Spacewatch           |
| 381944 | 2010 DN6               | 6 d'abril de 2005      | Mount Lemmon         | Mt. Lemmon Survey    |
| 381945 | 2010 DZ11              | 16 de febrer de 2010   | Mount Lemmon         | Mt. Lemmon Survey    |
| 381946 | 2010 DP20              | 19 de febrer de 2010   | Siding Spring        | Siding Spring Survey |
| 381947 | 2010 DK23              | 18 de febrer de 2010   | WISE                 | WISE                 |
| 381948 | 2010 DB27              | 18 de febrer de 2010   | WISE                 | WISE                 |
| 381949 | 2010 DS44              | 17 de febrer de 2010   | Kitt Peak            | Spacewatch           |
| 381950 | 2010 DF56              | 23 de febrer de 2010   | WISE                 | WISE                 |
| 381951 | 2010 DK78              | 16 de febrer de 2010   | Catalina             | CSS                  |
| 381952 | 2010 EQ21              | 5 de novembre de 1996  | Kitt Peak            | Spacewatch           |
| 381953 | 2010 EB40              | 13 de febrer de 2010   | Catalina             | CSS                  |
| 381954 | 2010 EK40              | 12 de març de 2010     | Catalina             | CSS                  |
| 381955 | 2010 EO45              | 19 de desembre de 2009 | Kitt Peak            | Spacewatch           |
| 381956 | 2010 EE66              | 12 de setembre de 2007 | Mount Lemmon         | Mt. Lemmon Survey    |
| 381957 | 2010 EH69              | 12 de març de 2010     | Kitt Peak            | Spacewatch           |
| 381958 | 2010 EV70              | 12 de març de 2010     | Kitt Peak            | Spacewatch           |
| 381959 | 2010 EM72              | 13 de març de 2010     | Mount Lemmon         | Mt. Lemmon Survey    |
| 381960 | 2010 EV87              | 26 de setembre de 2000 | Socorro              | LINEAR               |
| 381961 | 2010 EJ94              | 14 de març de 2010     | Mount Lemmon         | Mt. Lemmon Survey    |
| 381962 | 2010 EA95              | 14 de març de 2010     | Mount Lemmon         | Mt. Lemmon Survey    |
| 381963 | 2010 EG101             | 15 de març de 2010     | Kitt Peak            | Spacewatch           |
| 381964 | 2010 EM105             | 13 de juny de 2005     | Junk Bond            | D. Healy             |
| 381965 | 2010 ER106             | 4 de març de 2010      | Kitt Peak            | Spacewatch           |
| 381966 | 2010 EL110             | 10 de setembre de 2007 | Kitt Peak            | Spacewatch           |
| 381967 | 2010 EL112             | 12 de març de 2010     | Mount Lemmon         | Mt. Lemmon Survey    |
| 381968 | 2010 EY113             | 13 de març de 2010     | Catalina             | CSS                  |
| 381969 | 2010 EY141             | 2 d'abril de 2005      | Mount Lemmon         | Mt. Lemmon Survey    |
| 381970 | 2010 EL142             | 15 de març de 2010     | Kitt Peak            | Spacewatch           |
| 381971 | 2010 EV168             | 7 de març de 2010      | WISE                 | WISE                 |
| 381972 | 2010 EX171             | 14 d'abril de 2005     | Kitt Peak            | Spacewatch           |
| 381973 | 2010 EB172             | 30 d'octubre de 2008   | Catalina             | CSS                  |
| 381974 | 2010 FS18              | 18 de març de 2010     | Mount Lemmon         | Mt. Lemmon Survey    |
| 381975 | 2010 FT84              | 26 de març de 2010     | Kitt Peak            | Spacewatch           |
| 381976 | 2010 FA86              | 25 de març de 2010     | Mount Lemmon         | Mt. Lemmon Survey    |
| 381977 | 2010 FR89              | 3 d'octubre de 2008    | Kitt Peak            | Spacewatch           |
| 381978 | 2010 FE98              | 7 d'abril de 2005      | Kitt Peak            | Spacewatch           |
| 381979 | 2010 GY48              | 8 d'abril de 2010      | WISE                 | WISE                 |
| 381980 | 2010 GA75              | 8 d'abril de 2010      | Siding Spring        | Siding Spring Survey |
| 381981 | 2010 GF103             | 6 d'abril de 2010      | Mount Lemmon         | Mt. Lemmon Survey    |
| 381982 | 2010 GC136             | 4 d'abril de 2010      | Kitt Peak            | Spacewatch           |
| 381983 | 2010 GP159             | 10 d'abril de 2010     | Catalina             | CSS                  |
| 381984 | 2010 GQ172             | 16 de gener de 2005    | Kitt Peak            | Spacewatch           |
| 381985 | 2010 GF173             | 24 de novembre de 2003 | Kitt Peak            | Spacewatch           |
| 381986 | 2010 HZ19              | 30 de gener de 2010    | WISE                 | WISE                 |
| 381987 | 2010 HZ21              | 29 de maig de 2008     | Kitt Peak            | Spacewatch           |
| 381988 | 2010 HL78              | 20 d'abril de 2010     | Kitt Peak            | Spacewatch           |
| 381989 | 2010 HR80              | 28 d'abril de 2010     | WISE                 | WISE                 |
| 381990 | 2010 HS102             | 30 d'abril de 2010     | WISE                 | WISE                 |
| 381991 | 2010 JZ154             | 8 de maig de 2010      | Mount Lemmon         | Mt. Lemmon Survey    |
| 381992 | 2010 JU177             | 30 de gener de 2004    | Socorro              | LINEAR               |
| 381993 | 2010 KQ34              | 19 de maig de 2010     | WISE                 | WISE                 |
| 381994 | 2010 KD98              | 31 de desembre de 2008 | Mount Lemmon         | Mt. Lemmon Survey    |
| 381995 | 2010 LO34              | 15 de novembre de 2007 | Mount Lemmon         | Mt. Lemmon Survey    |
| 381996 | 2010 LB35              | 2 d'octubre de 2003    | Kitt Peak            | Spacewatch           |
| 381997 | 2010 LS103             | 7 de febrer de 1999    | Kitt Peak            | Spacewatch           |
| 381998 | 2010 LF108             | 13 de juny de 2010     | Kitt Peak            | Spacewatch           |
| 381999 | 2010 LO118             | 14 de juny de 2010     | WISE                 | WISE                 |
| 382000 | 2010 MV110             | 15 de gener de 2009    | Socorro              | LINEAR               |